# Каньє Вест
Каньє Омарі Вест (англ. Kanye Omari West), відоміший під псевдонімами Каньє Вест (англ. Kanye West) та Йе, (англ. Ye; вимовляється [jeɪ]; нар. 8 червня 1977, Атланта, Джорджія, США) — американський репер, музичний продюсер, композитор і дизайнер. Виріс у Чикаго, де з юних років був пов'язаний з музикою. Наприкінці 1990-х, на початку 2000-х здобув славу як продюсер, взявши участь у створенні хітів для Jay-Z, Ludacris, Таліб Квелі і Аліша Кіз. Кинувши навчання в університеті, став репером, випустивши дебютний альбом 2004 року, The College Dropout. За ним пішли альбоми Late Registration 2005 року, Graduation 2007 року, 808s & Heartbreak 2008 року, My Beautiful Dark Twisted Fantasy 2010 року, спільний з Jay-Z альбом Watch the Throne 2011 року, Yeezus 2013 року, The Life of Pablo 2016 року, Ye 2018 року, Jesus Is King 2019 року, Donda 2021 року, Vultures 1 та Vultures 2 з Ty Dolla Sign 2024 року.
Відомий висловлюваннями на церемоніях і в соцмедіа, що неодноразово призводило до скандалів. Як дизайнер працював з такими компаніями, як Nike і Louis Vuitton, а 2013 року запустив спільно з Adidas лінію одягу YEEZY. Також заснував лейбл GOOD Music і креативне агентство DONDA. З 2014 до 2021 року був одружений з зіркою реаліті-шоу і моделлю Кім Кардаш'ян. З 2023 року одружений з Б'янкою Цензорі.
Здобув визнання критиків і його неодноразово називали одним з найвидатніших артистів XXI століття. Увійшов до числа найбільш продаваних артистів, сумарний обсяг продажів його альбомів і синглів в цифровому форматі і на фізичних носіях перевищив 160 мільйон примірників. Вест виграв 24 премію «Греммі», завдяки чому є одним з рекордсменів за кількістю виграних номінацій і рекордсменом серед хіп-хоп-музикантів, а також артистів свого віку. Його альбоми внесено до різних списків найкращих альбомів, зокрема до списку 500 найкращих альбомів усіх часів за версією журналу Rolling Stone. Кілька разів потрапляв до різних списків журналу Forbes і двічі — до щорічного списку 100 найвпливовіших людей світу за версією журналу Time.
Талісманом і торговельною маркою Веста є іграшковий ведмідь, зображення якого з'являлися на обкладинках його трьох альбомів.

## Життєпис

### Дитинство і юність
Каньє Омарі Вест народився 8 червня 1977 року в Атланті, штат Джорджія. Його батьки розлучилися, коли йому було три роки, після чого Каньє зі своєю матір'ю переїхали до Чикаго, штат Іллінойс. Його батько, Рей Вест (англ. Ray West), був у партії «Чорних пантер» і був одним з перших фотожурналістів-афроамериканців у щоденній газеті The Atlanta Journal-Constitution. Мати Каньє, Донда Вест (англ. Donda C. West), була професором в університеті Кларк-Атланта, де викладала англійську мову, надалі — деканом факультету англійської мови в Державному Університеті Чикаго, до того, як завершила свою кар'єру, щоб стати менеджером сина. Каньє Вест жив у родині середнього класу і навчався в середній школі Поларіс (англ. Polaris High School) в Оук-Лон, передмісті Чикаго. На питання журналістів про свої оцінки в школі, Вест відповів, що вчився «на четвірки-п'ятірки».
У десять років Вест з матір'ю переїхав до міста Нанкіна в Китаї, де вони жили, поки вона працювала у Нанкінському університеті за програмою обміну. За її словами, Вест був єдиним іноземним учнем у своєму класі, але він швидко влився в колектив, вивчивши китайську мову, яку, однак, забув невдовзі після того, як вони повернулися до США.
Змалку Вест виявляв інтерес до творчості. У п'ять років, повертаючись з відпочинку, він написав вірша. За словами матері, коли він був у третьому класі, вона почала помічати інтерес сина до малювання й музики. Сам Вест стверджує, що хотів розробляти комп'ютерні ігри. Його мати подарувала йому комп'ютер Amiga, на якому була програма для створення музики. За його словами, він навчився працювати з нею щоб створювати музику для ігор. Живучи в Чикаго, Вест брав активну участь у міському хіп-хоп-співтоваристві. У третьому класі почав читати реп, а у сьомому — створювати Інструментали, які пізніше почне продавати іншим музикантам. У тринадцять років Вест написав композицію «Green Eggs and Ham» і почав вмовляти свою матір заплатити 25 доларів на годину за запис на студії. Студія була далекою від досконалості: мікрофон у ній звисав зі стелі на плічці. Попри це, Вест був радий і дуже хотів записатися на цій студії. Бачачи це, його мати не могла відмовити йому. Незабаром Вест познайомився з продюсером No I.D., з яким він швидко подружився. No I.D. став наставником Веста і навчив його працювати з семплером, який Весту подарували у п'ятнадцять років.
Закінчивши школу, 1997 року він отримав стипендію на навчання в Американській академії мистецтв, де навчався малюванню. Однак незабаром перейшов у Державний Університет Чикаго, де почав вивчати англійську мову. У 20 років, зрозумівши, що завантажений графік навчання заважає йому займатися музикою, кинув навчання. Це дуже засмутило матір, яка працювала в цьому університеті. Пізніше вона скаже: «Мені все життя вбивали в голову, що коледж — це квиток у гарне життя… Але деякі кар'єри не вимагають навчання в коледжі. Каньє, щоб створити альбом College Dropout, необхідно було мати силу волі, а не йти шляхом, який запропонувало суспільство».

### 1996—2002: Початок кар'єри і робота з Roc-A-Fella Records
Каньє Вест почав свою музичну кар'єру в середині 1990-х років, створюючи інструментали для місцевих музикантів. Зрештою він сформував свій музичний стиль, основою для якого стали прискорені семпли соул-композицій. Перша офіційна згадка Веста зустрічається на дебютному і єдиному альбомі чиказького репера Grav, Down to Earth, 1996 року, для якого Вест спродюсував вісім композицій і сам виконав куплет у композиції «Line For Line». Деякий час Вест був таємним продюсером американського продюсера, менеджера і репера D-Dot. Працюючи з D-Dot, Вест не міг вести сольну кар'єру, тому наприкінці 1990-х організував гурт Go-Getters, до якого, крім нього увійшли інші представники чиказької реп-сцени і за сумісництвом його друзі: GLC, Тіммі G, Really Doe і Arrowstar. Гурт записав кілька композицій, виступав на радіо і взяв участь у фотосесії. 1999 року Go-Getters записали свій єдиний альбом, World Record Holders, який, однак, не виходив офіційно.
Кінець 1990-х Вест провів продюсуючи альбоми відомих музикантів і гуртів. Став продюсером пісні «My Life» на другому альбомі Foxy Brown, Chyna Doll, випущеному в 1999 році. Chyna Doll став першим альбомом жінки-репера, який дебютував на першому рядку чарту Billboard 200. Серед альбомів, спродюсованих Вестом, також були дебютний і єдиний альбом гурту Harlem World The Movement і The Truth репера Beanie Sigel. Наприкінці 1990-х також став продюсером дебютного альбому D-Dot, Tell ’Em Why U Madd, який він випустив від особи The Madd Rapper — персонажа, що вперше з'явився в скиті з альбому The Notorious B.I.G. Life After Death, Tell 'Em Why U Madd не мав комерційного успіху, але містив куплети у виконанні маловідомих на той момент реперів 50 Cent і Eminem.

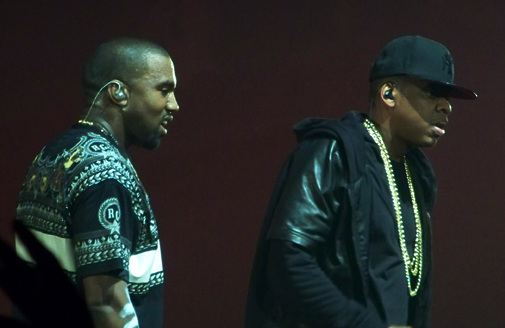
Вест набув популярності як продюсер після роботи над The Blueprint репера Jay-Z (на фотографії обидва в 2011 році)

Успіх прийшов до Веста в 2000 році, після того, як він почав працювати з музикантами лейблу Roc-A-Fella Records. Широка популярність як продюсера прийшла до Веста після роботи над альбомом репера Jay-Z The Blueprint. Музичні критики відзначили продакшн Веста, тоді як сам Jay-Z називав Веста «генієм». The Blueprint називають класикою хіп-хопу і включили до численних списків найкращих альбомів, серед яких 500 найкращих альбомів усіх часів за версією журналу Rolling Stone і подібний список журналу NME. Як продюсер Roc-A-Fella Records, Вест працював над альбомами інших музикантів лейблу, серед яких Beanie Sigel, Freeway, Cam'ron. Він також працював над хітами для таких виконавців, як Таліб Квелі, Ludacris, Nas, T.I., Бейонсе, Аліша Кіз і Джанет Джексон.
Попри успіх, Каньє Вест бажав більшого: він мріяв стати репером. Однак, хоч багато хто і вважав його талановитим продюсером, ніхто не вважав його репером. За словами Таліба Квелі, «всі намагалися знайти спосіб отримати від нього інструментали так, щоб він не почав читати їм реп». Звукозаписні компанії відмовляли йому, посилаючись на невідповідність образу гангста-репера і на те, що його дитинство і юність не проходили так само, як у інших представників жанру. Вест вів переговори з Capitol Records і контракт був майже готовий, коли хтось сказав президентові лейблу, що Вест «всього-лише продюсер/репер» і що «[його альбоми] не будуть продаватися», після чого лейбл відмовив Весту. Одним з перших талант репера у Весті помітив Таліб Квелі. Вест був продюсером його альбому Quality і одна зі спродюсованих ним композицій, «Get By», стала найуспішнішою сольною композицією Квелі. Квелі вирушив у концертний тур і взяв з собою Веста, дозволивши йому виступати разом з ним. Ці виступи стали одними з перших публічних виступів Веста. Пізніше він неодноразово дякуватиме Квелі за це, зокрема і в композиції «Last Call» на своєму дебютному альбомі. Невдовзі глава лейблу Roc-A-Fella, Деймон Деш, все-таки вирішив підписати Веста на свій лейбл. Однак і вони не відразу повірили в Веста. Як пише журнал Time, «коли Каньє Вест вперше попросив хлопців з Roc-A-Fella дозволити йому читати реп, [в кімнаті] запанувало ніякове мовчання».
23 жовтня 2002 року Каньє Вест потрапив у серйозну автокатастрофу по дорозі додому зі студії звукозапису в Лос-Анджелесі, заснувши за кермом. Внаслідок аварії його щелепа виявилася роздробленою і на неї довелося накласти дротяну шину. Це надихнуло Веста на написання композиції «Through the Wire» (букв. — «Через шину»), яку він записав через два тижні після виходу зі шпиталю, ще зі зламаною щелепою. «Through the Wire», в якій Вест розповів про свої труднощі після аварії, стала основою його дебютного альбому. Сам Вест заявляє, що «всі найкращі музиканти в історії розповідали [в своїй творчості] про труднощі, з якими їм довелося зіткнутися». Він також зазначив, що робота над альбомом була його «ліками», які відволікали від болю. Вперше «Through the Wire» була випущена Вестом в складі мікстейпу Get Well Soon… у 2003 році. Водночас він повідомив про роботу над своїм дебютним альбомом, The College Dropout, головною темою якого стало «прийняття своїх власних рішень».

### 2003—2006:The College DropoutіLate Registration

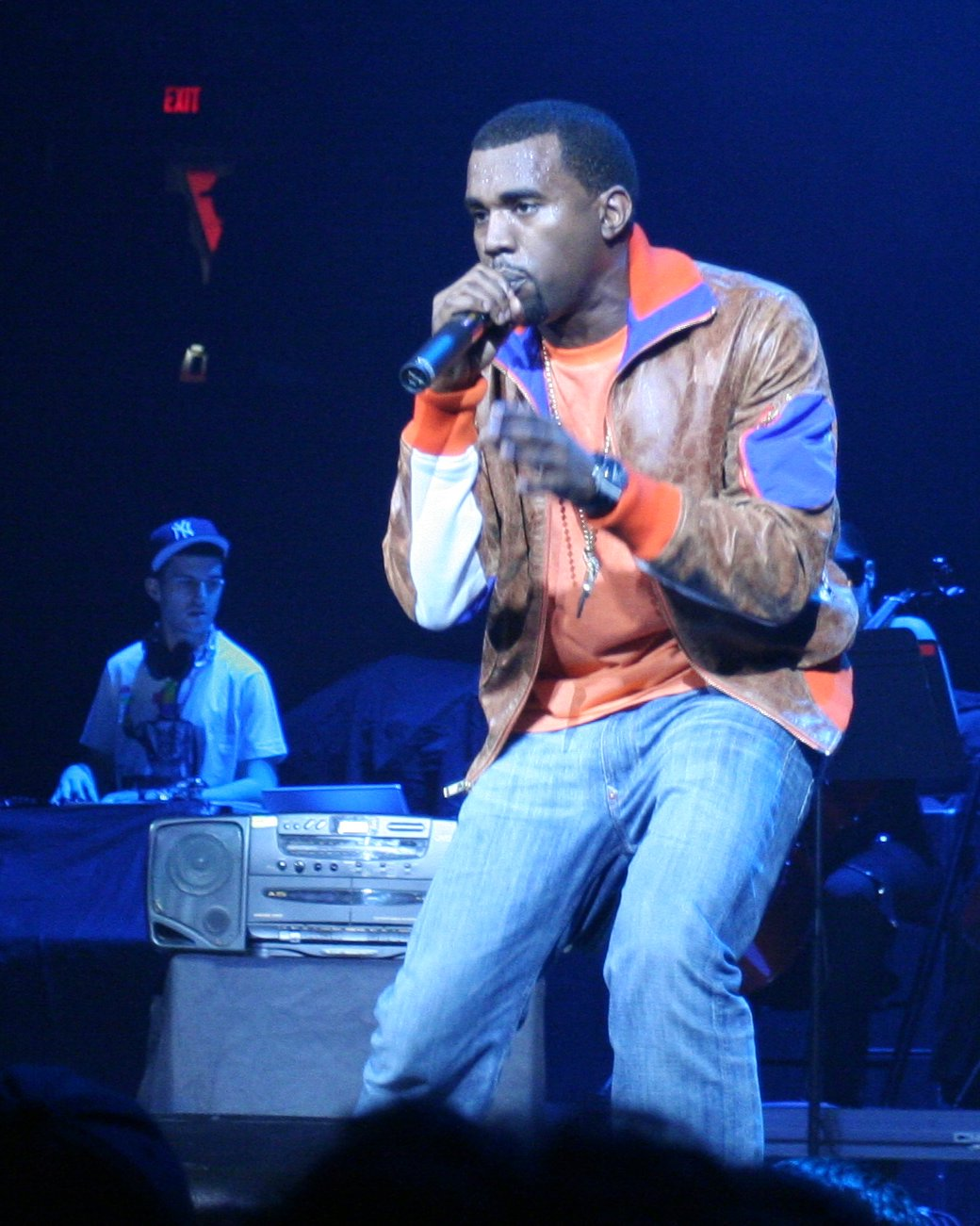
Каньє Вест виступає в Портленді, грудень 2005 року

Вест працював над The College Dropout, приносячи в студію свій рюкзак Louis Vuitton, заповнений дисками з музикою. За словами GLC, на роботу над одним інструменталом у Веста йшло 15 хвилин. Водночас його друг і менеджер, Джон «Monopoly» Джонсон, заявляє, що Вест працював над The College Dropout тривалий час, почавши ще в Чикаго, роками зберігаючи собі інструментали на той момент, коли нарешті зможе стати репером. Роботу над альбомом Вест закінчував у Лос-Анджелесі, де проходив реабілітацію. Невдовзі після того, як він закінчив роботу над альбомом, цифрова версія альбому витекла в інтернет, за кілька місяців до релізу. Тоді Вест вирішив значно переробити альбом, поліпшивши його якість, додавши до композицій струнні інструменти, госпел-хори і нові куплети. Перфекціонізм Веста призвів до того, що реліз альбому переносився тричі з початкової дати — серпень 2003 року.
The College Dropout вийшов на лейблі Roc-A-Fella Records в лютому 2004 року. Альбом дебютував на другій сходинці чарту Billboard 200, за перший тиждень було продано майже півмільйона примірників. Дебютний сингл з альбому, «Through the Wire», піднявся на 15-ту сходинку чарту Billboard Hot 100 і протримався там п'ять тижнів. Другий сингл, «Slow Jamz», виконаний спільно з Twista і Джеймі Фокс, був ще успішніший, ставши його першим синглом, що піднялися на першу сходинку Hot 100. Однак найбільшу популярність здобув четвертий сингл, «Jesus Walks», що став однією з найвідоміших композицій Веста. В ній репер піднімає питання віри і християнства. Попри те, що представники музичної індустрії сумнівалися в успіху подібної композиції, «Jesus Walks» змогла піднятися на 11-ту сходинку Hot 100, де протрималася два тижні. The College Dropout отримав позитивні відгуки критиків і його називають класикою жанру. Альбом тричі отримав статус платинового в США і приніс Весту 10 номінацій на премію «Греммі» 2005 року, з яких він переміг у трьох: найкращий реп-альбом, найкраща реп-пісня за «Jesus Walks» і найкраще спільне реп-виконання за «Slow Jamz». У той час основою музичного стилю Веста були прискорені соул-композиції. Однак після успіху The College Dropout музиканти стали копіювати цей стиль, що стало однією з причин зміни музичного стилю Вестом. Восени 2004 року Каньє Вест відкрив свій власний лейбл, GOOD Music, на який пізніше підпише своїх знайомих музикантів, серед яких Common та Джон Ледженд.

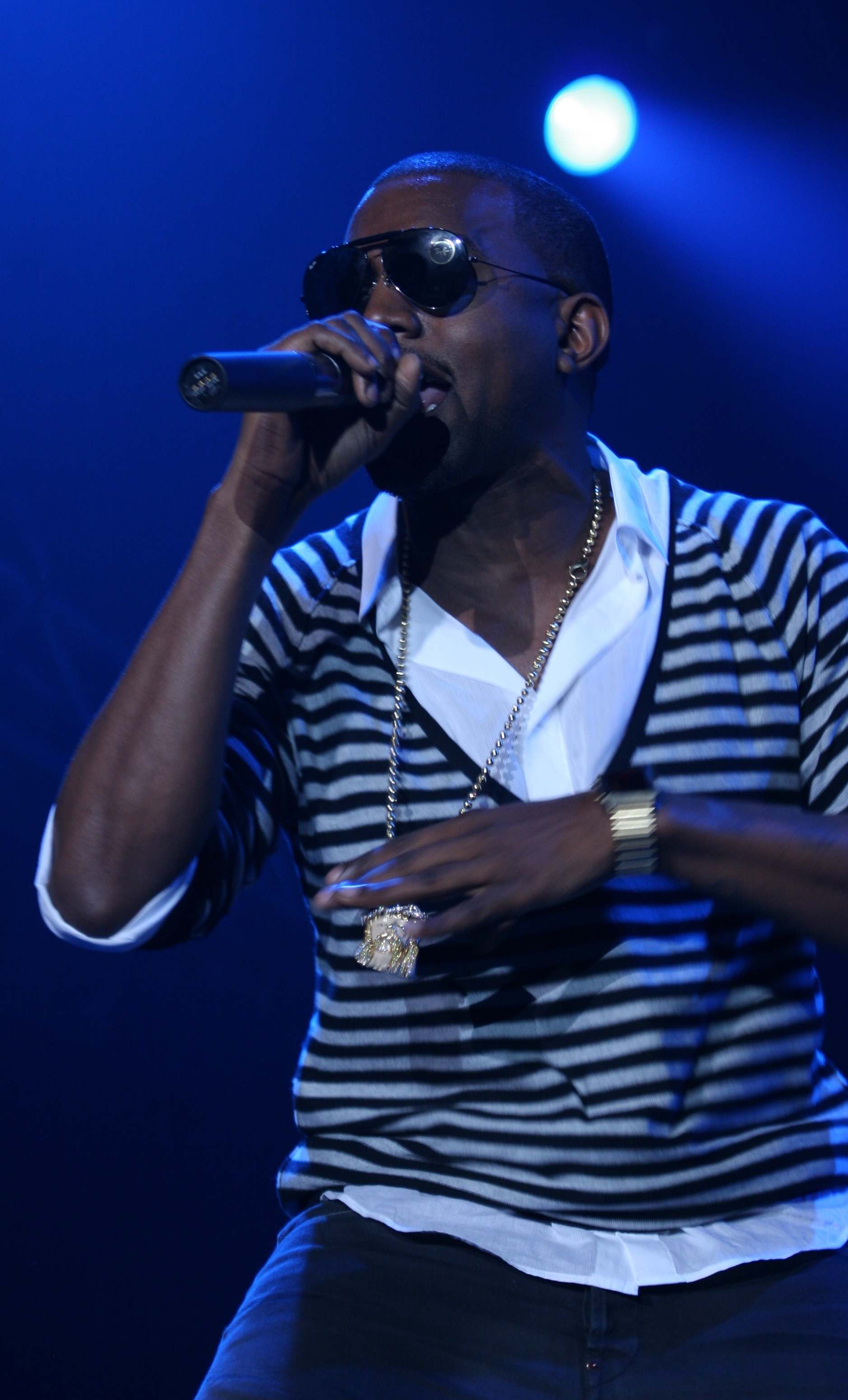
Каньє Вест виступає на North Sea Jazz Festival у Нідерландах, 2006 рік

Роботу над своїм другим альбомом, Late Registration, Вест почав наприкінці 2004 року, закінчивши свої виступи в рамках концертного туру Ашера. За непідтвердженою інформацією, на запис альбому пішло близько двох мільйонів доларів, а сам репер стверджує, що для роботи над альбомом взяв у борг 600 000 доларів. Значний вплив на стиль цього альбому справив концертний альбом гурту Portishead Roseland NYC Live. Зокрема саме завдяки йому він додав до композиції з Late Registration живий струнний оркестр. Сам Вест пізніше зізнався, що й раніше хотів зробити щось подібне, але зміг це дозволити тільки після успіху свого дебютного альбому. Він також запросив для роботи над альбомом американського композитора Джона Брайона, який став співпродюсером кількох композицій альбому. Це стало несподіванкою для багатьох фанатів. Попри те, що Брайон до цього не працював з хіп-хопом, вони з Вестом швидко знайшли спільну мову: свою першу композицію, «Gold Digger» завершили наприкінці першого робочого дня. Late Registration вийшов у серпні 2005 року. За перший тиждень було продано 860 000 примірників, що дозволило йому дебютувати на першому рядку чарту Billboard 200 і пізніше отримати статус тричі платинового. Музичні оглядачі відзначали, що Late Registration був єдиним комерційно успішним альбомом того періоду, коли спостерігалося падіння продажів альбомів. Альбом отримав позитивні відгуки критиків. На премії «Греммі» 2006 року Вест отримав вісім номінацій, як за Late Registration і сингли з нього, так і за спільні роботи з Алішою Кіз та Common. З них він переміг у трьох номінаціях: найкраще сольне реп-виконання за «Gold Digger», найкраща реп-пісня за «Diamonds from Sierra Leone» і найкращий реп-альбом за Late Registration.
Попри те, що раніше з Каньє Вестом вже був пов'язаний скандал, коли він покинув церемонію нагородження American Music Awards 2004 року, не здобувши нагороду «найкращий новий виконавець», його перший великий скандал стався невдовзі після виходу Late Registration, під час благодійного концерту, в рамках якого проходив збір коштів жертвам урагану Катріна. Концерт транслювався на початку вересня 2005 року каналом NBC і Вест був запрошений виступити з промовою. Однак, перебуваючи у прямому ефірі, він відійшов від заготовленої промови, виступивши зі своїм власним хвилинним монологом. "Я ненавиджу те, як вони представляють нас в засобах масової інформації. Якщо це чорношкіра сім'я, то вони говорять: «вони грабують». Якщо це білошкіра сім'я, то вони говорять: «вони шукають їжу», — сказав він. Після його промови Майк Маєрс продовжив свою заготовлену промову. Після того, як він передав слово назад Весту, Вест заявив: «Джорджу Бушу плювати на чорношкірих людей». Ця цитата розійшлася по всій країні, викликавши у людей неоднозначну реакцію. Буш назвав цей епізод «огидним моментом» свого президентського терміну. Пізніше Вест вибачився перед ним і Буш пробачив йому. У січні 2006 року Вест з'явився на обкладинці журналу Rolling Stone в образі Ісуса Христа з терновим вінцем на голові, що також викликало неоднозначну реакцію в суспільстві.

### 2007—2009:Graduationі808s & Heartbreak
Провівши 2006 рік, виступаючи разом з гуртом U2 на їхньому концертному турі Vertigo Tour, Каньє Вест вирішив записати альбом, композиції якого підходили б для виступів на великих стадіонах. Він використовував елементи жанрів, популярних у 80-х: електро і диско. Серед джерел натхнення також називаються арена-рок-гурти, такі як U2, The Rolling Stones і Led Zeppelin. Щоб зробити свій новий альбом, третій в запланованій тетралогії альбомів, присвячених навчанню, особистішим, а також з метою розвинути навички оповіді, Вест слухав фолк і кантрі-музикантів, таких як Боб Ділан та Джонні Кеш.

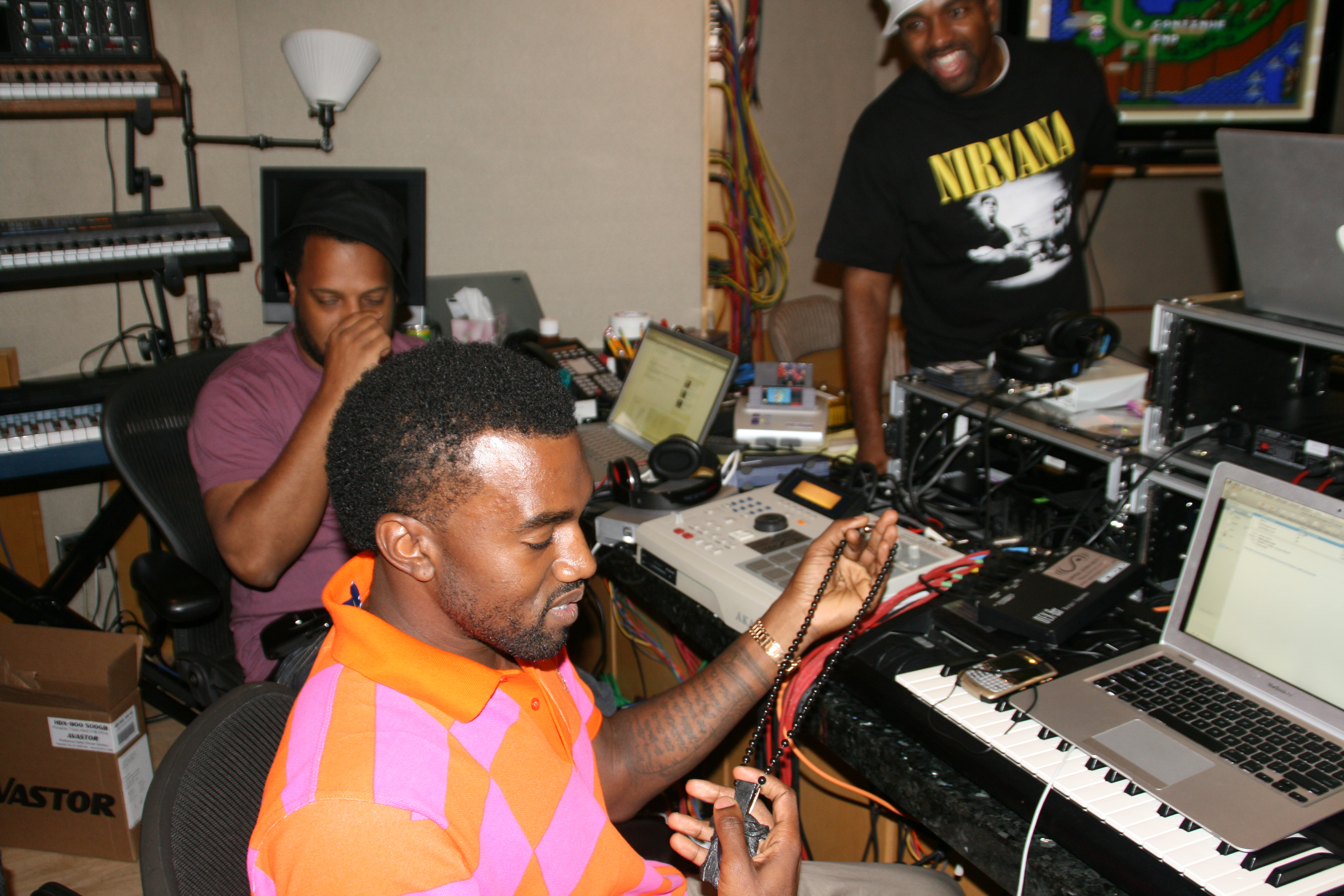
Каньє Вест (у центрі) на студії зі своїм наставником No I.D. (ліворуч), 2008 рік

Альбом, названий Graduation, отримав широке висвітлення у пресі ще до свого виходу: його дата релізу збіглася з датою виходу альбому Curtis репера 50 Cent, тому преса влаштувала протистояння між реперами. Незадовго до призначеної дати 50 Cent заявив, що завершить свою кар'єру, якщо програє. Обидва альбоми вийшли 11 вересня 2007 року. Graduation переміг, продавшись за перший тиждень тиражем 957 000 примірників, проти 691 000 у Curtis. 50 Cent пізніше звинуватив лейбл Веста, Def Jam, у накручуванні кількості продажів, за його словами лейбл сам скуповував альбом. Graduation дебютував на першій сходинці Billboard 200. Для цього чарту продажі альбому стали рекордними за понад два роки. Другий сингл з альбому, композиція «Stronger», піднявся на першу сходинку чарту Billboard Hot 100. Пізніше Graduation отримав статус двічі платинового. Альбом отримав позитивні відгуки критиків. Бен Детрік (англ. Ben Detrick) з журналу XXL вважає перемогу Graduation над Curtis історичною, такою, що відкрила дорогу реперам, які не підходять під шаблонний образ гангста-репера. «Якщо в історії хіп-хопу був момент, який ознаменував зміну його напряму, то це, найімовірніше, було протистояння між 50 Cent і Каньє у 2007 році», — пише він. 2007 року Каньє Вест отримав вісім номінацій на премію «Греммі», з яких переміг у чотирьох: найкращий реп альбом за Graduation, найкраще сольне реп виконання за «Stronger», найкраща реп пісня за «Good Life» і найкраще реп виконання дуетом або гуртом за «Southside».

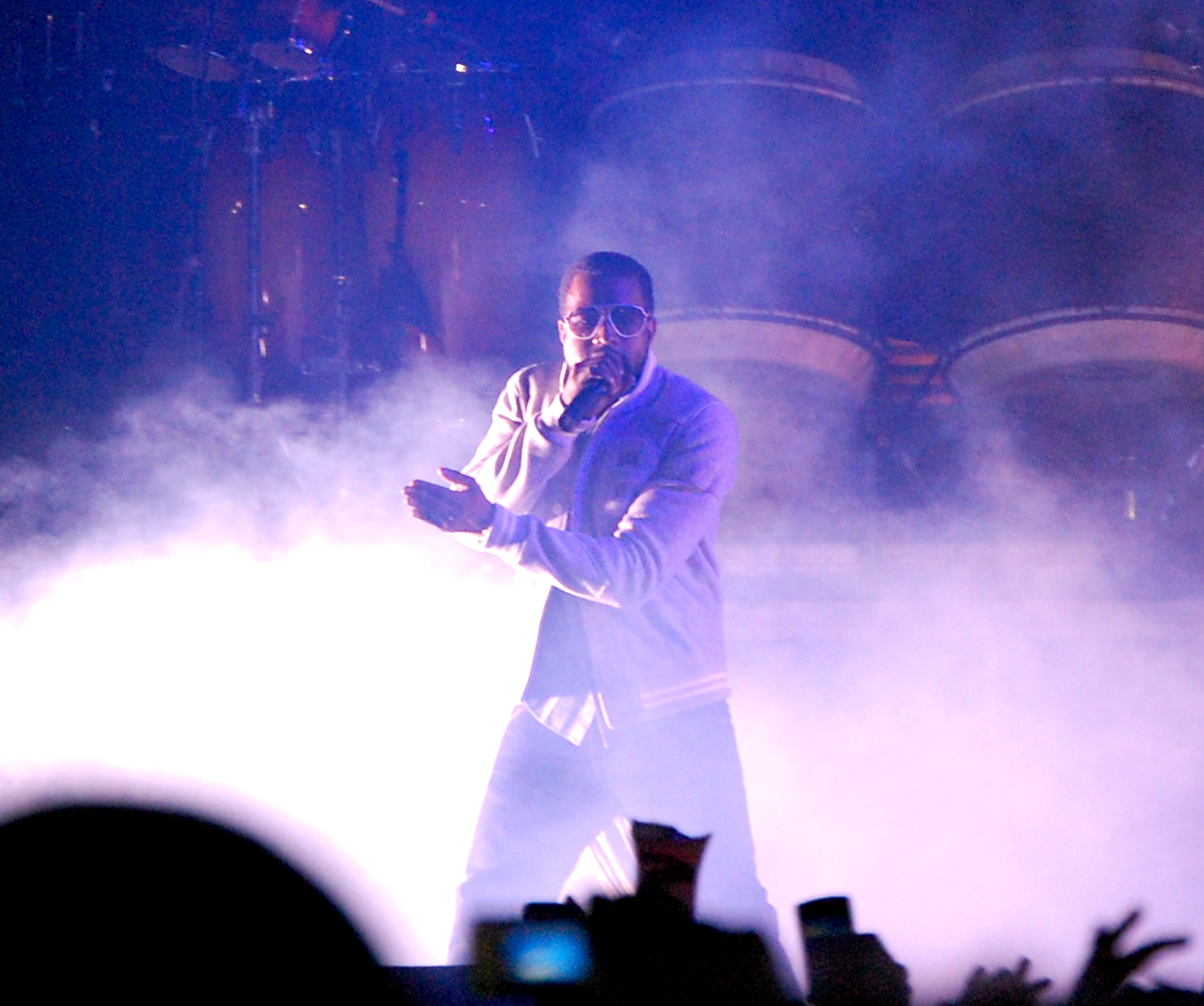
Каньє Вест виступає під час туру Glow in the Dark Tour, 2008 рік

Проте невдовзі в житті Каньє Веста відбулися значні зміни. Через кілька місяців після релізу Graduation, в листопаді 2007 року, від ускладнень після пластичної операції померла його мати, Донда Вест. Через кілька місяців після цього він посварився зі своєю коханою, Алексіс Файфер (англ. Alexis Phifer), з якою познайомився ще 2002 року і побрався у серпні 2006 року. Ці події справили великий вплив на репера, який 2008 року вирушив у концертний тур Glow in the Dark Tour. На церемонії нагородження премії MTV VMA 2008 року він представив свій четвертий альбом, 808s & Heartbreak, виконавши головний сингл з нього — «Love Lockdown». Альбом сильно відрізнявся від попередніх робіт Каньє. Музичні критики віднесли його не до хіп-хопу, а до жанрів електропоп і синті-поп. Щоб передати свої почуття, Вест вирішив вдатися до співу і використання автотюна, що викликало неоднозначну реакцію в деяких фанатів. Крім цього при створенні альбому широко використовувалася драм-машина Roland TR-808, що також знайшло відбиття в назві альбому. Серед основних тем альбому — самотність, відчуження і почуття провини.
808s & Heartbreak вийшов на лейблах Roc-A-Fella та Island Def Jam 24 листопада 2008 року, незадовго до Дня подяки, з метою збільшення продажів. 808s & Heartbreak отримав позитивні відгуки критиків, але загалом оцінки були нижчі, ніж у попередніх альбомів. Попри це, альбом дебютував на першому рядку чарту Billboard 200, за перший тиждень було продано 450 000 примірників. Головний сингл з альбому, композиція «Love Lockdown», дебютував на третій сходинці чарту Billboard Hot 100. Другий сингл, «Heartless», піднявся на другу сходинку Hot 100. Пізніше альбом отримав статус платинового. Попри те, що 808s & Heartbreak був об'єктом критики, після свого виходу він змінив хіп-хоп, ставши шаблоном для початківців реперів і R&B-музикантів, серед яких Дрейк і Future. За словами Меттью Траммелла (англ. Matthew Trammell) з Rolling Stone, альбом випереджав свій час і був «можливо, найбільш блискучою роботою» Веста.
2009 року відбувся один з найвідоміших скандалів, пов'язаних з Каньє Вестом. У вересні, на церемонії нагородження MTV Video Music Awards 2009 року, Тейлор Свіфт здобула нагороду за найкраще жіноче відео за кліп на пісню «You Belong with Me». У момент вручення нагороди Вест вийшов на сцену, відібрав мікрофон у Свіфт і оголосив, що «у Бейонсе був один з найкращих кліпів усіх часів!», маючи на увазі кліп на «Single Ladies (Put a Ring on It)». Цю витівку негативно сприйняли як фанати, так і інші музиканти. А прихильники теорії змов навіть припустили, що вся ця сцена була продумана заздалегідь. Зокрема, вони звернули увагу на те, що як тільки репер вискочив на сцену на екрані відразу ж з'явилося обличчя Beyonce. Це було зроблено ще до того, як Вест почав говорити і надало можливість телеглядачам побачити реакцію темношкірої співачки на його слова.

### 2010—2012:My Beautiful Dark Twisted Fantasyі спільні роботи
Після інциденту на MTV VMA 2009, який дістав широке висвітлення в ЗМІ, Каньє Вест взяв паузу в роботі над музикою і зацікавився модою. Однак незабаром вирушив на Гаваї, де кілька місяців, практично цілодобово, працював над своїм п'ятим альбомом. Для роботи над альбомом Вест запросив різних музикантів і друзів, серед яких були Jay-Z, Кід Каді, Pusha T, Q-Tip і RZA, а також досить незвичайні гості типу Нікі Мінаж і Джастіна Вернона з гурту Bon Iver. Ноа Каллахан-Бевер (англ. Noah Callahan-Bever), редактор журналу Complex, також запрошений у студію, схарактеризував процес запису альбому як «колективний»: Вест радився з усіма запрошеними музикантами і питався їхньої думки.

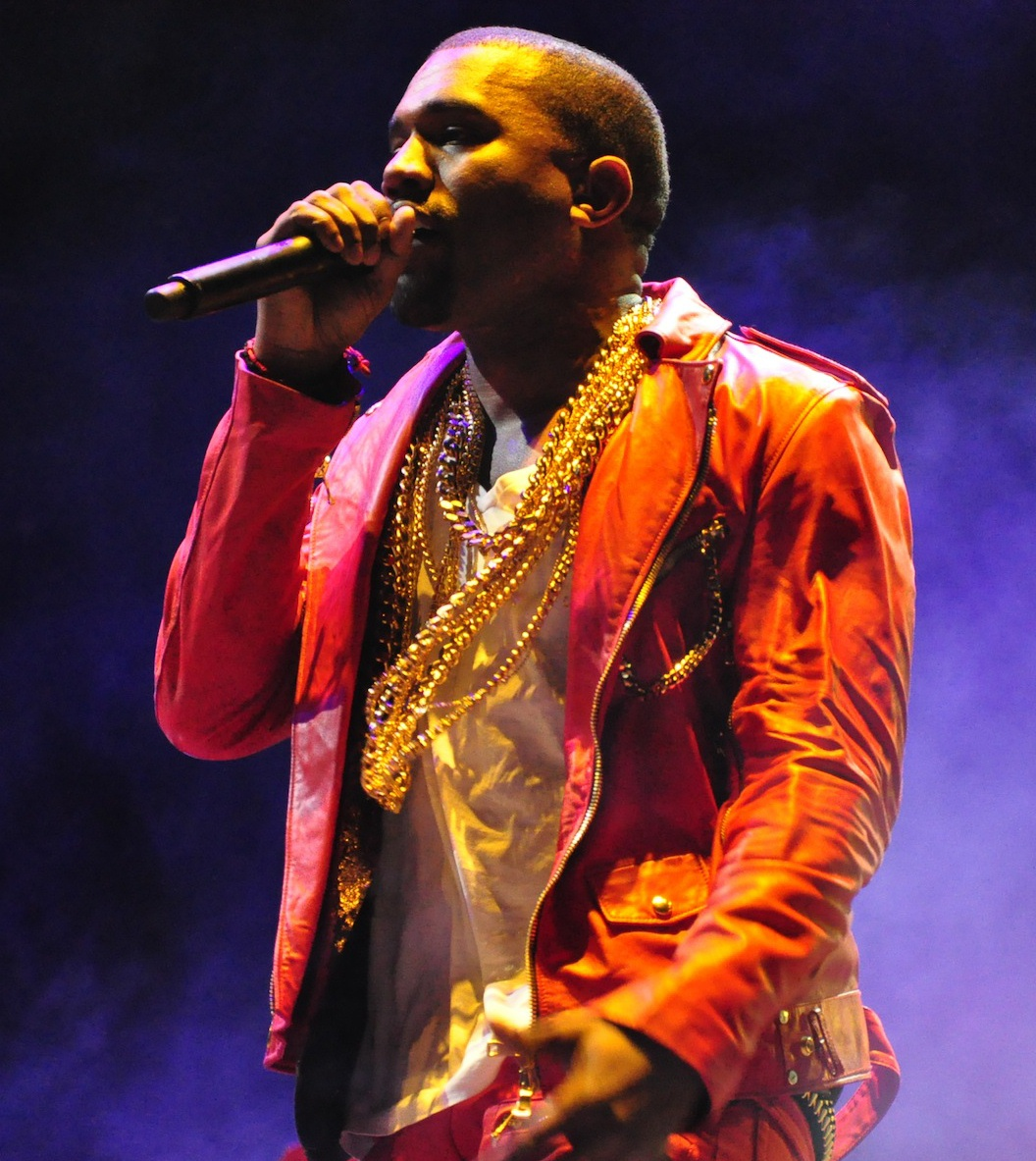
Каньє Вест на фестивалі Lollapalooza, 2011 рік

Альбом, названий My Beautiful Dark Twisted Fantasy, вийшов 22 листопада 2010 року. Альбом отримав схвальні відгуки критиків: Нью-Йорк Таймс назвав його «феноменальним альбомом», Вашингтон пост — «шедевром», а Індепендент — «найяскравішим, найграндіознішим альбомом у жанрі поп-музики за останні роки». Альбом потрапив в численні списки найкращих альбомів 2010 року, посівши перше місце у 22 з них. Rolling Stone помістив My Beautiful Dark Twisted Fantasy у свій список 2012 року 500 найбільших альбомів усіх часів на 353-тє місце, NME в такому ж списку помістив його на 21-ше місце. Попри це, його продажі були гіршими, ніж у попередніх альбомів репера. За перший тиждень було продано 496 000 примірників, що дозволило альбому дебютувати на першому рядку чарту Billboard 200. Після першого тижня продажі стали падати, що, однак, не завадило йому отримати статус платинового в США. З альбому вийшло чотири сингли: «Power», «Runaway», «Monster» і «All of the Lights». Всі чотири сингли, а також заголовна композиція альбому «Dark Fantasy», потрапили в чарт Billboard Hot 100, але не змогли піднятися вище 12-го рядка. Попри схвальні відгуки критиків, My Beautiful Dark Twisted Fantasy не був номінований на найкращий альбом року на 54-й церемонії вручення премії «Греммі», що низка критиків назвали «нехтуванням». Водночас Вест також провів акцію GOOD Fridays, в ході якої кожну п'ятницю викладав в інтернет для вільного прослуховування окремі пісні. Акція проходила з 20 серпня по 17 грудня 2010 року.
Після свого виступу на фестивалі Коачелла 2011 року, який журнал The Hollywood Reporter назвав «одним з найбільших виступів у жанрі хіп-хоп», 8 серпня 2011 року Каньє Вест випустив спільно з Jay-Z альбом Watch the Throne. Альбом дебютував на першій сходинці Billboard 200. З нього вийшло сім синглів, з яких найбільшого успіху домоглася композиція «Niggas in Paris», що піднялася на п'яту сходинку Billboard Hot 100. 14 вересня 2012 року Каньє Вест випустив альбом Cruel Summer — компіляцію, що складається з композицій, виконаних музикантами створеного ним лейблу GOOD Music. Альбом дебютував на другій позиції чарту Billboard 200. З альбому вийшло чотири сингли, з яких два, «Mercy» і «Clique», потрапили в першу двадцятку чарту Billboard Hot 100. Вест також став режисером короткометражного фільму Cruel Summer, вперше показаного в спеціальному павільйоні з сімома екранами на Каннському кінофестивалі 2012 року.

### 2013—2015:Yeezusі співробітництво з Adidas

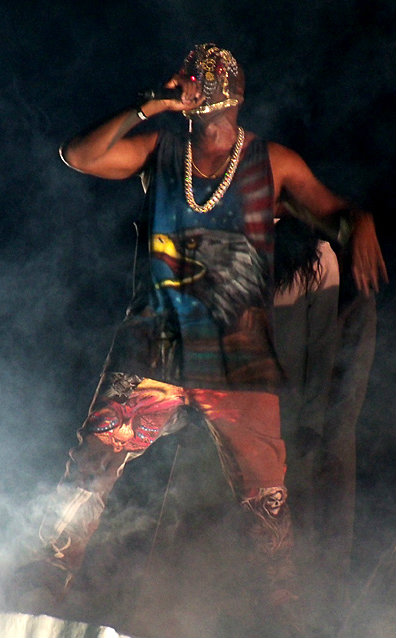
Каньє Вест виступає в масці під час туру Yeezus Tour, 2013 рік

Роботу над своїм шостим альбомом, названим Yeezus, Вест розпочав у Парижі. Задавшись метою «зруйнувати комерційну музику», на Yeezus він поєднав елементи чиказького дрилу, ейсід-хаузу та індастріалу. За кілька тижнів до релізу Вест запросив продюсера Ріка Рубіна, для того щоб той допоміг надати альбому мінімалістичного звучання. Сам Рубін заявляє, що вони працювали над ним понад два тижні по 15 годин на день і що ця задача виявилася «неймовірно важкою». Напередодні виходу альбому проведено рекламну кампанію, що включала відеопроєкції композиції «New Slaves» в 66 місцях по всьому світі й виступи на телебаченні. Yeezus вийшов 18 липня 2013 року і отримав позитивні відгуки критиків. Він став шостим альбомом репера, що піднявся до першого рядка чарту Billboard 200. Однак, попри рекламну кампанію, продажі альбому за перший тиждень стали найнижчими за всю кар'єру Веста — 327 000 примірників, що не завадило йому пізніше отримати статус платинового в США. Головний сингл альбому, композиція «Black Skinhead», потрапив у ротацію радіо, проте зміг піднятися лише на 69-ту сходинку чарту Billboard Hot 100, тоді як другий сингл, спокійніша композиція «Bound 2», зміг піднятися на 12-ту сходинку. У вересні 2013 року Вест анонсував концертний тур The Yeezus Tour — його перший сольний тур за п'ять років, для участі в якому він запросив репера Кендрика Ламара.
У червні 2013 року в Каньє Веста і зірки телевізійних шоу та фотомоделі Кім Кардаш'ян народилася перша дитина, Норт. У жовтні Вест і Кардашьян оголосили про заручини, що привернуло увагу ЗМІ. У листопаді Вест оголосив, що разом з Ріком Рубіном і Q-Tip працює над новим альбомом, запланованим до виходу влітку 2014 року. У грудні компанія Adidas оголосила про випуск лінії одягу, створеної спільно з Вестом — Adidas Yeezy. У травні 2014 року Вест і Кардашьян одружилися у Флоренції, на закриту церемонію було запрошено велику кількість артистів і знаменитостей. 31 грудня 2014 року Вест випустив сингл «Only One», виконаний спільно з Полом Маккартні.
В січні 2015 року вийшов сингл Ріанни «FourFiveSeconds», виконаний спільно з Вестом і Маккартні. У лютому Вест виступив на Saturday Night Live, де виконав спільно з Сіей і репером Vic Mensa свою нову композицію «Wolves». Також в лютому Вест представив свою спільну з Adidas лінію одягу, названу Yeezy Season 1. Її показано на нью-йоркському тижні моди. У березні Вест випустив сингл «All Day», виконаний спільно з Теофилусом Лондоном, Allan Kingdom і Полом Маккартні. Він вперше виконав цю композицію на церемонії вручення премії BRIT Awards 2015, спільно з низкою американських реперів та представників британської грайм-сцени. У вересні, під час тижня моди в Нью-Йорку, Вест представив свою другу колекцію одягу, Yeezy Season 2, цього разу створену незалежно від компанії Adidas.
Спочатку вихід сьомого альбому репера, що називався в той час So Help Me God, був запланований на 2014 рік. У березні 2015 Вест заявив про зміну назви на SWISH. Того ж місяця Чиказький інститут мистецтв присвоїв Каньє Весту ступінь доктора мистецтвознавства. У березні репер виступив на фестивалі Гластонбері, попри те, що понад 120 000 осіб підписали петицію з вимогою заборонити цей виступ. Під кінець свого виступу Вест заявив, що він — «найвидатніший рок-музикант з усіх, які нині живуть на цій планеті». Цей виступ викликав неоднозначну реакцію ЗМІ і фанатів. Корі Тейлор, вокаліст гурту Slipknot, випустив відео, в якому він заявив: «Каньє, ти не найбільший рок-музикант всіх часів. Той факт, що ти сам це заявляєш, говорить сам за себе». Гурт The Who, який виступив на фестивалі наступного дня, також не погодився з заявою Веста. У грудні 2015 року Вест випустив композицію «Facts».

### 2016—2017:The Life of Pabloі скасування туру
У січні 2016 року Каньє Вест представив дві композиції, «Real Friends» і «No More Parties in L. A.», які пізніше потрапили на альбом, а також вчергове змінив назву свого сьомого альбому, цього разу на Waves. Проте ця назва послужила причиною сварки з репером Wiz Khalifa. В підсумку Вест змінив назву альбому на остаточний варіант — The Life of Pablo. Альбом був представлений 11 лютого 2016 року, в Медісон-сквер-гарден, одночасно з показом своєї нової колекції одягу Yeezy Season 3. The Life of Pablo вийшов 14 лютого 2016 року ексклюзивно через сервіс потокового мовлення Tidal. Після випуску альбому репер продовжив вносити в нього зміни, називаючи його «живим, дихаючим, постійно мінливих творчим самовираженням», а студійні альбоми на дисках — вмираючим форматом. Попри заявлену ексклюзивність, The Life of Pablo вийшов у квітні на інших цифрових платформах. Альбом загалом отримав позитивні відгуки критиків, але кілька видань поставили середні оцінки. Альбом спочатку не потрапив у чарти, оскільки Tidal не надавав дані про продажі, але стало відомо, що за перші 24 години альбом незаконно скачали понад 500 000 разів. Однак у квітні альбом потрапив в чарт Billboard 200, де він дебютував на першій сходинці.

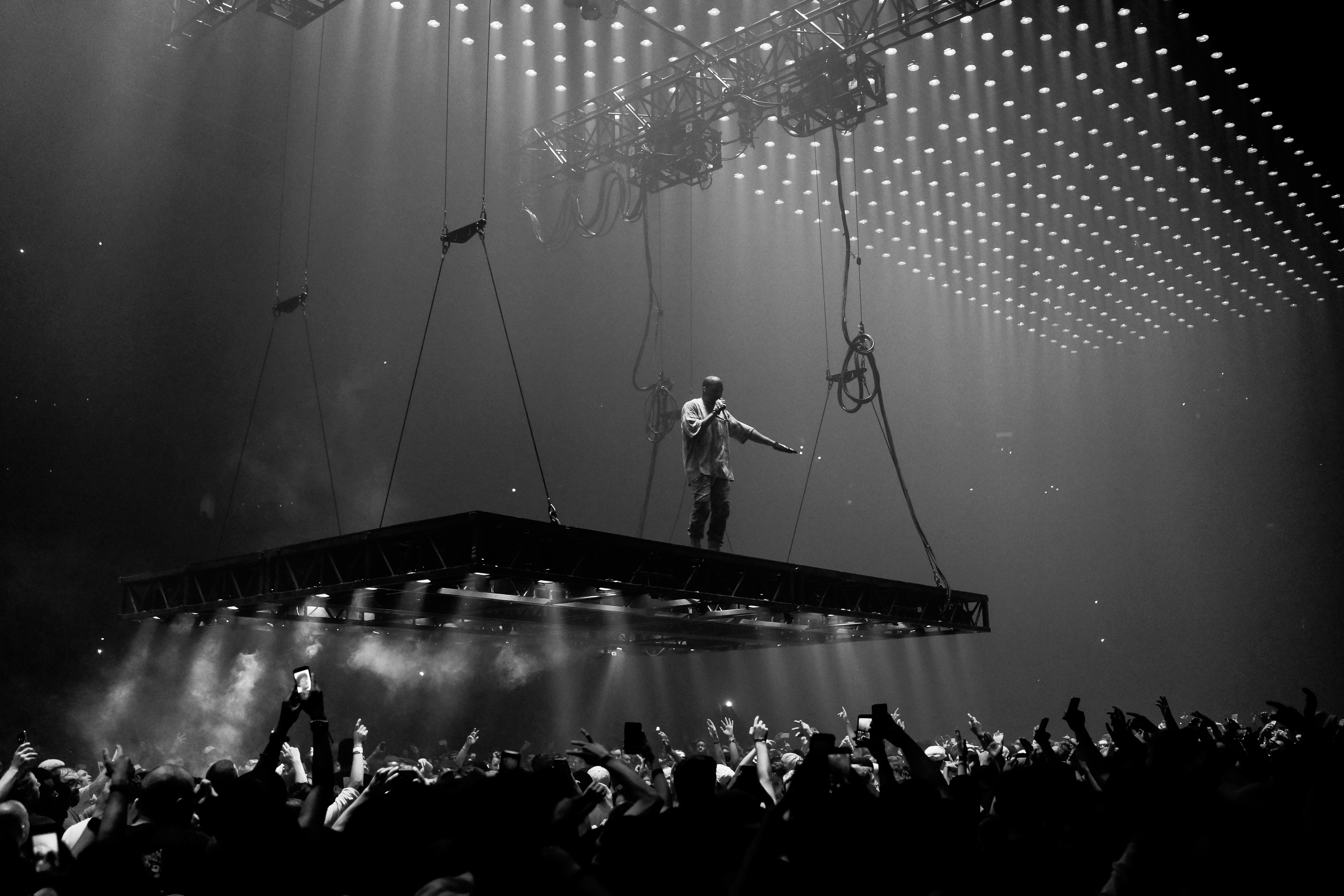
Вест виступає 2016 року під час туру Saint Pablo Tour.

У лютому 2016 року Вест повідомив про те, що його новий альбом, названий Turbo Grafx 16 на честь однойменної ігрової приставки, має вийти влітку 2016 року. У червні Вест анонсував другу компіляцію лейблу GOOD Music, названу Cruel Winter, опублікувавши перший сингл з неї, композицію «Champions».
Пізніше того самого місяця музикант випустив скандальний відеокліп на пісню «Famous», у якому присутні воскові фігури кількох знаменитостей (включаючи самого Веста, Кардаш'ян, Тейлор Свіфт, бізнесмена і тодішнього кандидата в президенти Дональда Трампа, комедіанта Білла Косбі та колишнього президента Джорджа В. Буша), які сплять голими на спільному ліжку. У серпні 2016 року Вест вирушив у тур Saint Pablo Tour на підтримку альбому The Life of Pablo. На концертах він використовував рухому сцену, яка була підвішена до стелі У жовтні репер скасував кілька концертів через паризьке пограбування його дружини. 21 листопада Вест скасував решту 21 концерт Saint Pablo Tour після тижня непояви на концертах і політичних промов. Пізніше проходив психіатричне обстеження в Медичному центрі Рональда Рейгана Каліфорнійського університету в Лос-Анджелесі. Залишився на лікуванні в ньому на вихідні до Дня подяки через тимчасовий психоз, пов'язаний з недосипанням і важким зневодненням. Після цього випадку музикант зробив 11-місячну перерву від спілкування у Твіттері і появи на людях загалом.

### 2017—2019:Ye,Kids See Ghostsі продюсерська робота
За деякими свідчення в травні 2017 року Вест записував новий музичний матеріал у Джексон Гоулі (Вайомінг) в широкому колі товаришів-музикантів. У квітні 2018 року репер оголосив, що збирається написати філософську книгу Break the Simulation, пізніше уточнивши, що вже публікує книгу «в реальному часі» в Твіттері і почав викладати контент, який порівнювали з «лайф-коучингом». Пізніше того самого місяця він оголосив про вихід двох нових альбомів, соло-альбому і спільну з Кід Каді роботу Kids See Ghosts. Обидва ці альбоми мали вийти в червні. Крім того оголосив, що буде продюсером майбутніх альбомів своїх колег по лейблу GOOD Music, Pusha T, Теяни Тейлор, а також Nas. Невдовзі після цього Вест випустив неальбомні сингли «Lift Yourself», «дивний, бурмотливий трек» з безсенсовими текстами» і «Ye vs. the People», на якому він T.I. обговорюють суперечливу підтримку Дональда Трампа з боку Веста.
Альбом Pusha T Daytona, «переший проєкт, записаний у Вайомінгу», вийшов у травні під позитивні відгуки критиків, хоча обкладинка альбому — світлина ванної кімнати покійної співачки Вітні Г'юстон, за ліцензію на яку Вест заплатив $85 000 — зустріла деякі суперчливі відгуки. Наступного тижня, 1 червня, репер випустив свій новий альбом Ye. Вест натякнув, що забракував перші записи альбому і перезаписав його через місяць. Через тиждень музикант випустив спільну з Кідом Каді роботу Kids See Ghosts, названу так на честь їхнього спільного однойменного гурту. Він також завершив продюсвати альбом Nas Nasir і K.T.S.E Теяни Тейлор, які вийшли в червні 2018 року.
У вересні Каньє анонсував свій дев’ятий студійний альбом Yandhi, який мав вийти до кінця місяця, а також спільний альбом із іншим чиказьким репером Chance the Rapper під назвою Good Ass Job. Того ж місяця Вест оголосив, що змінить свій сценічний псевдонім на «Ye». Спочатку Yandhi планувалося випустити у вересні 2018 року, але його кілька разів відкладали. У січні 2019 року Каньє Вест відмовився бути хедлайнером тогорічного фестивалю Coachella після того, як переговори зірвалися через розбіжності щодо дизайну сцени. У липні повідомлялося, що в мережу злили пісні з неопублікованого альбому Yandhi. Наступного місяця Кім Кардаш'ян оголосила, що наступний альбом каньє буде називатися Jesus Is King, фактично скасувавши Yandhi. До жовтня весь незавершений альбом був доступний на потокових сервісах Spotify і Tidal на короткий час.

### 2019—2022:Jesus Is King,DondaтаDonda 2
6 січня 2019 року Каньє Вест розпочав свою щотижневу оркестровку «Sunday Service Choir», яка включає соул-варіації пісень як Веста, так і інших пісень, у яких брали участь численні знаменитості, включаючи Кім Кардаш'ян, Чарлі Вілсона та Кід Каді. Вест попередньо прослухав нову пісню «Water» під час оркестрового виступу «Sunday Service» на Coachella 2019, яка пізніше виявилася в його майбутньому альбомі Jesus Is King. Каньє Вест випустив альбом 25 жовтня 2019 року. Він став першим альбомом, який одночасно очолив чарти Billboard 200, найкращі R&B/Hip-Hop альбоми, найкращі реп-альбоми, найкращі християнські альбоми та найкращі альбоми госпелу. 25 грудня 2019 року Каньє та Sunday Service випустили Jesus Is Born, що містить 19 пісень, включаючи кілька переробок старих пісень Веста.
30 червня 2020 року Каньє Вест випустив сингл під назвою «Wash Us in the Blood» за участю Тревіса Скотта, а також музичний кліп, який мав стати головним синглом з його десятого студійного альбому Donda. Однак у вересні 2020 року Вест заявив, що більше не випускатиме музику, доки «не завершить [свій] контракт із Sony та Universal». 16 жовтня він випустив сингл «Nah Nah Nah». Влітку 2021 року Вест провів кілька вечірок для прослуховування свого майбутнього альбому Donda на стадіоні Mercedes-Benz, де він тимчасово оселився в одній із роздягалень стадіону, перетворивши її на студію звукозапису, щоб завершити запис. Після численних затримок Donda був випущений 29 серпня 2021 року. Каньє стверджував, що альбом був випущений раніше без його схвалення, і стверджував, що Universal змінив трек-лист. 14 листопада 2021 року він випустив делюкс-видання Donda, включно з п’ятьма новими піснями, для потокових сервісів. 20 листопада, через кілька днів після припинення тривалої ворожнечі, Каньє Вест і Дрейк підтвердили, що вони виступлять на благодійному концерті «Free Larry Hoover» 9 грудня в Los Angeles Memorial Coliseum.
5 січня 2022 року Каньє Вест був оголошений одним із хедлайнерів фестивалю Coachella у 2022 році. Пізніше того ж місяця, 15 січня, Вест випустив перший сингл для свого майбутнього альбому Donda 2, «Eazy» за участю The Game. 22 лютого Вест влаштував прослуховування альбому в LoanDepot Park у Маямі, штат Флорида. У квітні, незадовго до Coachella, Вест пішов із ролі хедлайнера, а потім став хедлайнером Rolling Loud. Вест і The Game виконали сингл 22 липня, що стало першим виступом Веста за п'ять місяців після того, як він тримався в стриманому відношенні, оскільки Donda 2 залишився незавершеним. Через день, незважаючи на скасування ролі хедлайнера, він з'явився на Rolling Loud під час виступу Lil Durk.
У грудні 2022 року, після кількох тижнів суперечливих антисемітських заяв, Каньє Вест випустив у своєму Instagram нову пісню «Someday We'll All Be Free».

### 2023—дотепер: трилогіяVulturesіBully

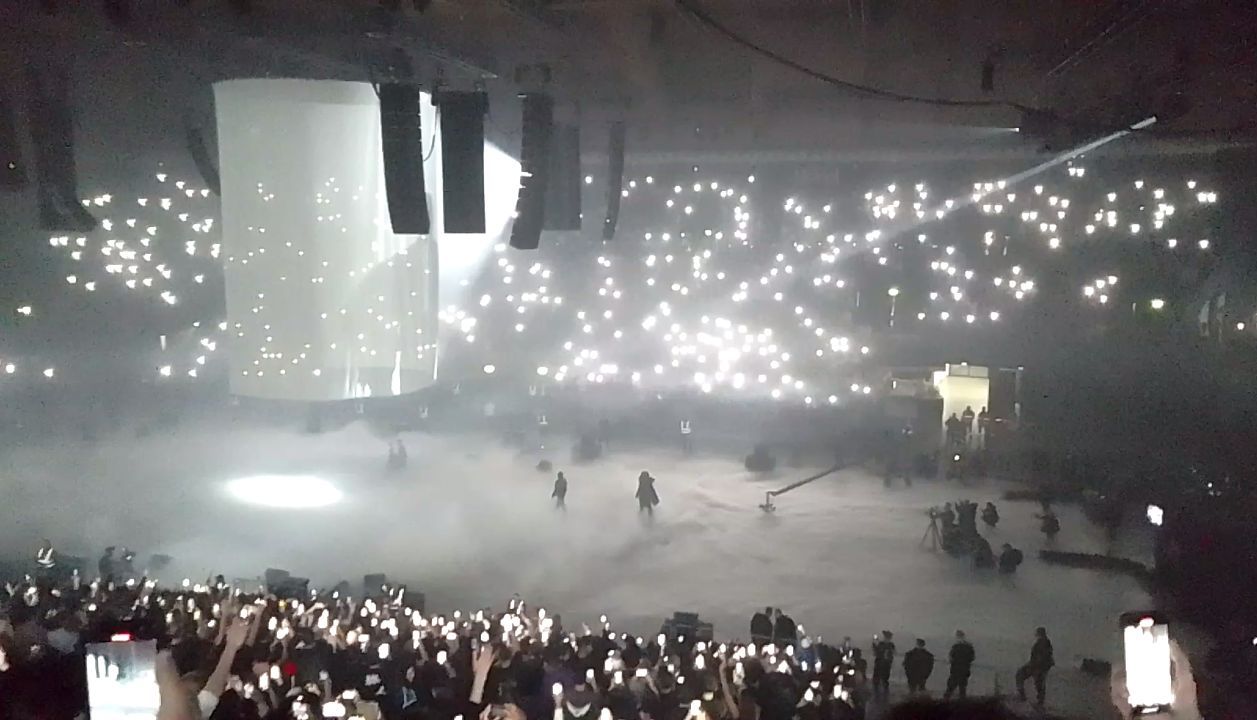
Вечірка з прослуховуванням Vultures 1 у Болоньї (2024)

25 серпня 2023 року стало відомо, що Каньє Вест записує свій одинадцятий студійний альбом, а два джерела, близькі до нього, заявили, що випуск нової музики «неминучий». 13 жовтня Billboard повідомив, що Вест завершив запис спільного студійного альбому з Ty Dolla Sign і перебуває в процесі продажу альбому дистриб’юторам, додавши, що альбом спочатку планувався для офіційного випуску того ж дня, але врешті був відкладений на невідомих причин і, як очікується, вийде протягом найближчих тижнів. 23 жовтня Ty Dolla Sign оголосив, що він і Вест проведуть «мультистадіонний захід для прослуховування» 3 листопада для просування свого спільного проекту. 22 листопада 2023 року Каньє і Ty Dolla Sign випустили головний сингл для альбому «Vultures» за участю Bump J. Пізніше було випущено дві додаткові версії пісні: версія пісні за участю Lil Durk разом із Bump J вийшла 23 листопада 2023, а версія пісні, спродюсована репером Havoc з гурту Mobb Deep 8 лютого 2024 року.
Каньє Вест і Ty Dolla Sign провели кілька вечірок для прослуховування до виходу Vultures, включаючи виступи «Vultures Rave» у Маямі та Лас-Вегасі в грудні 2023 року та вечірки для прослуховування в United Center у Чикаго та UBS Arena в районі Нью-Йорка 7 і 8 лютого 2024 року. 23 січня 2024 року Вест випустив трейлер фільму «Стерв’ятники» режисера Джона Рафмана. У трейлері Вест оголосив, що Vultures буде випущено у вигляді трилогії альбомів, причому кожен із трьох томів альбому має вийти 9 лютого, 6 березня та 5 квітня 2024 року. 8 лютого 2024 року Каньє Вест випустив другий сингл першого альбому, «Talking / Once Again» за участю його старшої дочки Норт, а також компіляцію під назвою Vultures Pack, що складається з трьох випущених версій однойменної пісні. 9 лютого 2024 року, Ерік Сермон під час інтерв’ю в подкасті Bootleg Kev розповів, що майбутній одинадцятий студійний альбом Веста називатиметься Y3, а також заявив, що він спочатку брав участь у створенні Y3 у травні-червні 2023 року, а пізніше брав участь у Vultures після подорожі до Флоренції та зустрічі з Каньє Вестом повністю переключив свою увагу на Vultures. Відтоді Каньє заперечував роботу над альбомом під назвою Y3.
10 лютого 2024 року, через кілька годин після того, як Каньє Вест провів вечірку для прослуховування на UBS Arena, був офіційно випущений перший альбом з трилогії Vultures під назвою Vultures 1. Альбом дебютував під номером один у Billboard 200, ставши одинадцятим поспіль під номером один для Веста і першим альбомом номер один для Ty Dolla Sign. 3 серпня 2024 року після численних затримок вийшла друга частина трилогії Vultures 2.
28 вересня під час концерту в Хайкоу, Китай, на стадіоні Wuyuan River, Каньє Вест анонсував свій одинадцятий сольний альбом Bully, а також презентував трек «Beauty and the Beast».
15 березня 2025 року на своїй сторінці в X він поділився піснею під назвою «Lonely Roads Still Go to Sunshine» за участю своєї доньки Норт, а вокал написав Шон Комбс, що призвело до судового позову з боку Кім Кардаш'ян. 18 березня він поділився посиланнями на три версії альбому Bully, всі з яких супроводжувалися короткометражним фільмом за участю його сина Сейнта. Він заявив, що альбом «не завершений, і половина вокалу — це ШІ», і додав, що не має наміру випускати його на стрімінгових сервісах через «французькі та єврейські звукозаписні лейбли». Пізніше Bully буде випущено на YouTube як «екранізаційну версію» на деякий час.
26 березня 2025 року Каньє Вест випустив пісню «WW3» під іменем Ye. Через тиждень DJ Akademiks оголосив, що Вест працює над спільним альбомом з репером Dave Blunts під назвою WW3, через кілька днів після того, як він вязв інтерв'ю в Каньє, в якому він був одягнений у чорний одяг у стилі Ку-клукс-клану та зробив кілька суперечливих заяв. 21 квітня Вест змінив назву нового альбому на Cuck, а протягом наступних тижнів випустив сингли «Cousins» та «Heil Hitler». 18 травня 2025 року, після витоку Cuck в мережу, Каньє Вест заявив, що він «покінчив з антисемітизмом» і попросив Бога «пробачити його за біль, який він завдав». Він видалив пронацистські та антисемітські тексти пісень із синглів Cuck, а 22 червня оголосив, що змінює назву альбому на In a Perfect World.
29 квітня Вест випустив альбом Donda 2 на стрімінгових сервісах. 21 травня він випустив сингл «Alive» за участю YoungBoy Never Broke Again як головну пісню для своєї майбутньої колекції одягу YZY SZN 10. 20 червня Каньє випустив тритрековий мініальбом Bully. 27 червня Вест випустив мініальбом Never Stop сина Шона Комбса, Крістіана «Кінга» Комбса. Каньє Вест виступив виконавчим продюсером релізу, а його донька Норт з'являється в пісні «Lonely Roads». Вихід мініальбому збігся із заключними аргументами кримінального суду над Шоном Комбсом, в якому його звинуватили у рекеті та торгівлі людьми з метою сексуальної експлуатації. Раніше Вест відверто захищам Комбса.

## Музичні стилі
За час своєї кар'єри Вест перепробував багато різних музичних стилів і жанрів. На питання про те, хто вплинув на його ранню творчість, Вест назвав таких артистів, як A Tribe Called Quest, Стіві Уандер, Майкл Джексон, Джордж Майкл, LL Cool J, Філ Коллінз і Мадонна. Він також назвав Puff Daddy «найбільш важливим культурним діячем» у своєму житті, а Девіда Боуї — «одним з найважливіших джерел натхнення». Бувши підлітком, Вест познайомився з продюсером No I.D., який став його наставником. No I. D. пускав Веста до себе на студію, де той міг спостерігати за ходом роботи. Першим музичним стилем, який використав музикант, став так званий «бурундучий соул» (англ. chipmunk soul). Ця техніка заснована на використанні значно прискорених семплів класичних соул-композицій, що робить звук вищим. За словами репера, він запозичив цей стиль у RZA з гурту Wu-Tang Clan, що використовував його в 1990-х роках. RZA позитивно відгукнувся про Веста, заявивши, що «дуже сильно поважає» його. Цей стиль набув популярності після виходу альбому The Blueprint, продюсером якого став Вест. Пізніше він розвинув його на своєму дебютному альбомі, The College Dropout. Після того, як незакінчена версія альбому потрапила в інтернет, Вест вирішив значно поліпшити альбом, додавши до композицій, зокрема, струнні інструменти і госпел-хори.

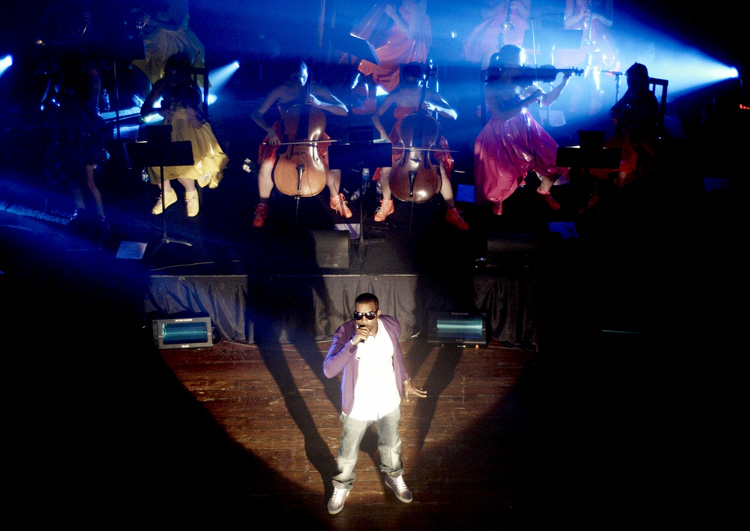
Каньє Вест виступає з оркестром у 2007 році

Для роботи над своїм другим альбомом, Late Registration, створеним під впливом виконавців поза жанром хіп-хоп, таких як гурт Portishead, Вест запросив американського композитора Джона Брайона. На Late Registration Вест об'єднав свій хіп-хоп на основі соулу з живою оркестрової музикою Брайона. Він також використовував різні перкусійні інструменти, які зазвичай не використовують у популярній або хіп-хоп-музиці, такі як берімбау, китайські дзвони і вібрафон. За словами Роба Шеффілда (англ. Rob Sheffield) з Rolling Stone, на Late Registration Вест «намагається перетворити весь музичний світ на територію хіп-хопу» і «знищує всі кліше, пов'язані з хіп-хопом». Музичний критик Роберт Крістгау писав, що «ще ніколи хіп-хоп не був настільки комплексним і майстерним». Довгий час Вест був єдиним популярним виконавцем, який гастролював зі струнним оркестром.
На своєму третьому альбомі, Graduation, Вест відійшов від звичного соулу. Порахувавши, що у Late Registration була погана структура, Вест вирішив зробити Graduation щільнішим, прибравши з нього скити. Альбом містив елементи різноманітних жанрів, серед яких електро, диско, рок-музика і чиказький хаус. Серед джерел натхнення також називаються арена-рок-гурти, такі як U2, The Rolling Stones і Led Zeppelin.

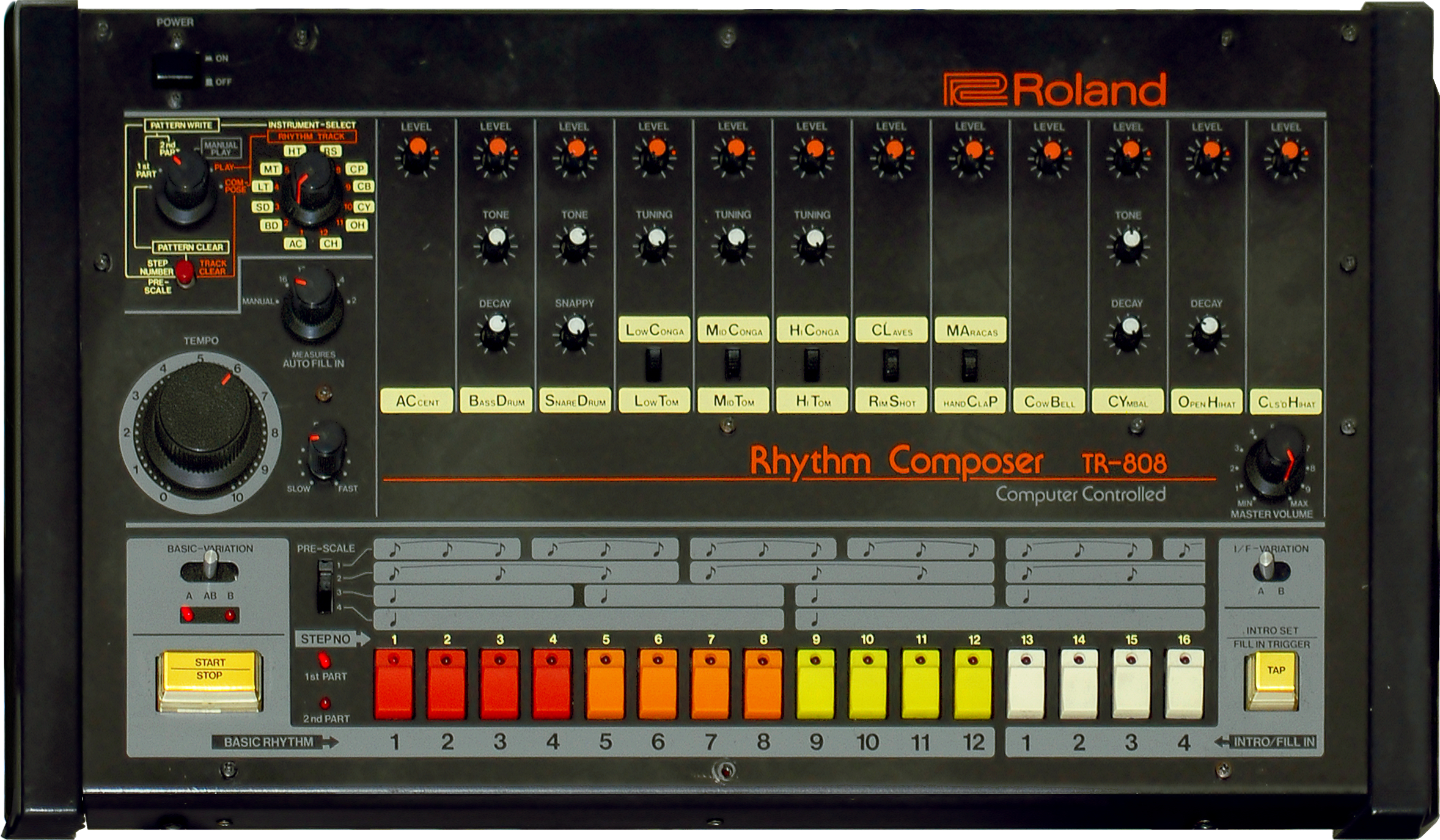
Roland TR-808 — драм-машина, яка стала основою альбому 808s & Heartbreak

Вийшовши після низки особистих потрясінь, четвертий альбом Веста, 808s & Heartbreak, разюче відрізнявся від його попередніх робіт. На ньому він вирішив відійти від хіп-хопу в бік електропопу та синт-попу. При створенні альбом широко використовувалася драм-машина TR-808, автотюн і програмні синтезатори. Звучання альбому порівнювали з постпанком 1980-х і новою хвилею. Вест пізніше зізнався, що працюючи над альбомом слухав таких музикантів, як Joy Division, Гері Ньюмана, TJ Swan і Бой Джордж. Пізніше виконавець назвав цей альбом «першим чорним нью-вейв-альбомом». Використовуючи «мінімалістичний, але функціональний підхід до створення музики, Вест обробляв свій голос автотюном, змінював висоту звуку TR-808, щоб отримати спотворене, електронне звучання, після чого додавав до всього цього такі традиційні інструменти, як японські барабани тайко. За словами Меттью Траммелла (англ. Matthew Trammell) з Rolling Stone, альбом випереджав свій час і був „можливо, найбільш блискучою роботою“ Веста.
На своєму п'ятому альбомі, My Beautiful Dark Twisted Fantasy, який сам Вест назвав „альбомом-вибаченням“ за свою витівку на MTV VMA 2009, він повернувся до хіп-хопу. Альбом, відзначений критиками за його максималістське звучання, містить елементи всіх попередніх альбомів Веста. Entertainment Weekly відзначає „розкішний соул з The College Dropout 2004 року, симфонічну пишність Late Registration, глянець Graduation 2007 року і емоційно виснажені електронні мотиви 808s & Heartbreak 2008 року“. Енді Келлман (англ. Andy Kellman) з AllMusic назвав My Beautiful Dark Twisted Fantasy „кульмінацією“ перших п'яти альбомів репера, зауваживши, що він „не просто запозичує їх характеристики“, а об'єднує їх елементи так, що їх важко відокремити один від одного і перерахувати».

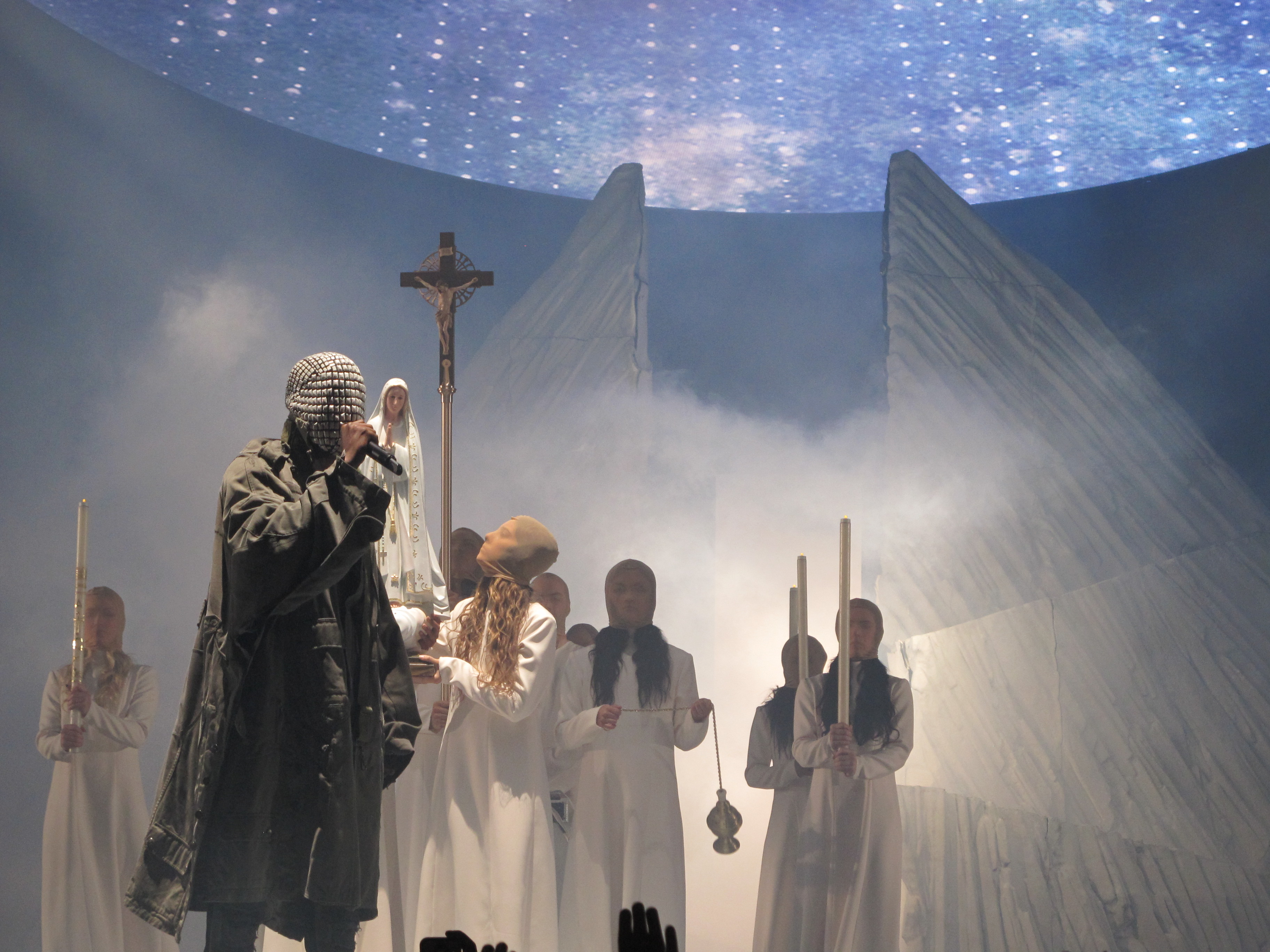
Вест виступає в 2013 році в рамках Yeezus Tour

Шостий альбом, Yeezus, який Вест особисто назвав «протестом проти музики», був виконаний у різкому стилі, заснованому на різних жанрах. Музичний критик Грег Кот (англ. Greg Kot) у своїй рецензії «Yeezus Каньє Веста — [альбом, який] непросто слухати» для газети Чикаго Триб'юн пише: «При першому прослуховуванні, він ворожий, різкий (як за звучанням, так і за текстами) і є навмисно відразливим, ніби його спеціально створено з метою перевірити найзатятіших фанатів [Веста]». Журналіст зазначив, що альбом поєднує в собі елементи ейсід-хаузу 1980-х, чиказького дрилу 2013 року в стилі Chief Keef і King Louie, індастріалу 1990-х і экспериментального хіп-хопа в стилі Сола Вільямса, Death Grips і Odd Future. Серед жанрів, елементи яких наявні на альбомі, також називаються треп, панк-рок і електро. Надихнувшись мінімалістичним дизайном архітектора Ле Корбюзьє, Вест використовував спотворені звуки драм-машин і «синтезатори, які звучать ніби вони поламані». Композиції альбому стилізовані під пошкоджені звукові файли, а вокальна частина змінена автотюном і ефектами модуляції настільки, що слова нерідко важко розрізнити. Семпли, які Вест використовував у альбомі, відрізнялись один від одного походженням: репер використовував як американські композиції типу «Strange Fruit», яку виконала Ніна Сімон, так і зарубіжні, такі як «Gyöngyhajú lány» угорського рок-гурту Omega і «Are Zindagi Hai Khel» індійського композитора Рахула Дев Бурмана.
Сьомий альбом репера, The Life of Pablo, 2016 року випуску відрізнявся від попередніх тим, що не виходив на фізичних носіях і Вест продовжував вносити в нього зміни вже після виходу. Entertainment Weekly відзначив «сиру, іноді навіть навмисно залишену безладною композицію». Rolling Stone назвав його «безладним альбомом, який виглядає так, ніби його спеціально створили таким, після точного як лазер Yeezus» і який «спроєктований так, щоб звучати ніби над ним все ще працюють». Slant Magazine пише, що «альбом дивним чином пов'язує різні стадії Каньє: ентузіаста соул-семплів, вбитого горем співака під автотюном, гедоністичного авант-поп-композитора та індастріал-реп-базіку». Slate заявив, що The Life of Pablo — «виразно схожий на альбом-боротьбу».
Восьмий альбом Веста, Ye, що вийшов 2018 року, серед публіки вважається найособистішим у строкатій дискографії виконавця, адже у ньому порушено досить глибокі проблеми психічного характеру репера. Сама обкладинка альбому вказує на його первинну складову словами: «I hate being bi-polar. It's awesome» («Я ненавиджу мати біполярний розлад. Це класно»).

## Інша діяльність

### Індустрія моди
Вже ставши відомим як музикант, Каньє Вест зацікавився індустрією моди і захотів займатися дизайном одягу. У вересні 2005 року він оголосив про те, що готує свою лінію одягу Pastelle. «Тепер, коли я виграв „Греммі“ і закінчив роботу над Late Registration, я готовий запустити свою лінію одягу цієї весни», — заявляв репер. Робота над нею йшла чотири роки, окремі її елементи Вест демонстрував на різних церемоніях, проте 2009 року оголошено про закриття лінії. Того ж року Вест, у співпраці з Nike, випустив снікери Air Yeezy, друга версія яких, Air Yeezy 2, вийшла 2012 року. Навесні 2009 року представлено снікери, які Вест створив спільно з Louis Vuitton. Вони надійшли в продаж у червні 2009 року. Крім цього Вест співпрацював з італійським дизайнером взуття Джузеппе Занотти і японським брендом BAPE.
У жовтні 2011 року Вест представив на тижні моди в Парижі свою першу жіночу колекцію, DW Kanye West. Його підтримали такі модельєри, як Дін і Ден Кейтен, Олів'є Тейскенс і Джеремі Скотт. Попри це, колекція отримала прохолодні і негативні відгуки критиків. У березні 2012 року Вест представив свою другу колекцію, що отримала позитивніші відгуки.
У листопаді 2013 року стало відомо, що Вест припинив співпрацю з Nike і працює з Adidas. У лютому 2015 року представлено спільні з Adidas снікери Yeezy 750 Boost. У жовтні 2015 року представлено першу спільну лінію одягу Adidas і Каньє Веста, Yeezy Season 1. Вона отримала позитивні відгуки критиків, журнал Vogue зазначив «мілітаристський аспект» — колекція була створена після того, як Вест побачив заворушення в Англії у 2011 році. У червні 2015 року представлено другі створені спільно з Adidas снікери, Yeezy Boost 350. У вересні 2015 року, під час тижня моди в Нью-Йорку, Вест представив колекцію одягу Yeezy Season 2, цього разу створену незалежно від Adidas. У жовтні він представив черевики Yeezy 950 Boot, створені спільно з Adidas. 11 лютого 2016 року, одночасно з презентацією альбому The Life of Pablo, в Медісон-сквер-гарден представлено колекцію одягу Yeezy Season 3. У червні 2016 року Adidas оголосив про новий довгостроковий контракт із Каньє Вестом, який розширив лінійку Yeezy до низки магазинів, плануючи продавати спортивні товари, такі як баскетбол і футбол, але Adidas припинив партнерство з Вестом у жовтні 2022 року через його антисемітські висловлювання. У травні 2021 року Вест підписав 10-річну угоду, яка пов’язувала його бренд Yeezy з GAP для створення Yeezy Gap, однак у вересні 2022 року він оголосив, що розриває угоду.

### Бізнес
2004 року, невдовзі після випуску дебютного альбому The College Dropout, Каньє Вест заснував лейбл GOOD Music, у співпраці з Sony BMG. Першими музикантами лейблу стали сам Вест, Common та Джон Ледженд. Cеред артистів лейблу були: сам Каньє, Big Sean, Pusha T, Теяна Тейлор, Мос Деф, D'banj і Джон Ледженд, а також продюсери, серед яких, Hudson Mohawke, Q-Tip, Тревіс Скотт, No I.D., Джефф Баскер і S1. У листопаді 2015 року Вест призначив репера Pusha T на посаду президента лейблу.
У 2008 році репер оголосив про те, що збирається відкрити десять ресторанів мережі швидкого харчування Fatburger. Було відкрито два ресторани, один з яких невдовзі закрився, а другий викупила сама мережа.
У січні 2012 року Вест оголосив про створення креативного агентства DONDA, названого на честь його матері. В анонсі Вест заявив, що компанія «продовжить те, що не встиг закінчити Стів Джобс» і що вона буде «збирати найвидатніших мислителів і поміщати їх у креативний простір, в якому вони зможуть обмінюватися ідеями». Метою компанії було заявлено «створення продуктів і вражень, які люди захочуть і зможуть придбати». Критики відзначали мінімалістичну стилістику продуктів компанії.
У березні 2015 року оголошено, що Вест став співвласником сервісу потокового мовлення Tidal. Сервіс спеціалізується на трансляції lossless-аудіо та кліпів високої роздільної здатності. Загалом сервісом керують 16 музикантів, серед яких, крім Веста, Бейонсе, Jay-Z, Ріанна, Мадонна і Нікі Мінаж. Це стало можливим після того, як Jay-Z викупив материнську компанію сервісу, Aspiro. Ідеєю Tidal став сервіс, керований артистами, оскільки одного з найвідоміших сервісів потокового мовлення, Spotify, критикували за низькі роялті-виплати. «Основна проблема — змусити всіх знову поважати музику, розуміти її цінність», — заявив Jay-Z в прес-релізі.

### Філантропія
2003 року Каньє Вест заснував у Чикаго власний благодійний фонд Kanye West Foundation, створений з метою допомогти молодим і зменшити неграмотність. У серпні 2007 року фонд провів благодійний концерт, на якому було зібрано понад 500 000 доларів. Після смерті матері репер перейменував фонд в The Dr. Donda West Foundation, а 2011 року — повністю закрив його.
У 2013 році Вест, спільно зі своїм другом репером Rhymefest і його дружиною Донні Сміт, відкрив некомерційну організацію Donda's House. У ній, в рамках програми Got Bars?, проводилися уроки для підлітків 15-24 років, на яких їх навчали створення музики. Крім цього колишній професійний футболіст проводив з ними заняття з йоги та фітнесу.
Каньє Вест брав активну участь у багатьох благодійних акціях, концертах і різних зборах коштів для допомоги постраждалим від урагану «Катріна», фестивалі Жива Планета Земля, Всесвітньому дні водних ресурсів, благодійних марафонах Nike, а також спільній з MTV програмі допомоги військовим, які повернулись з війни в Іраку.
Як повідомили ЗМІ, після роздачі їжі нужденним 2021 року Каньє Вест продовжує свою місію по допомозі тим, хто не має даху над головою та об'єднався із брендом Skid Row Fashion Week заради благодійного модного проєкту.
Девід Сабастіан, засновник бренду Skid Row Fashion Week, зустрівся з Каньє на початку 2022 року, і вони вирішили об'єднатися, аби створити захід Yeezy X Skid Row Fashion Week. Усі кошти від колаборації з Вестом, підуть на допомогу тим, хто живе на вулиці.

### Політика

#### 2020

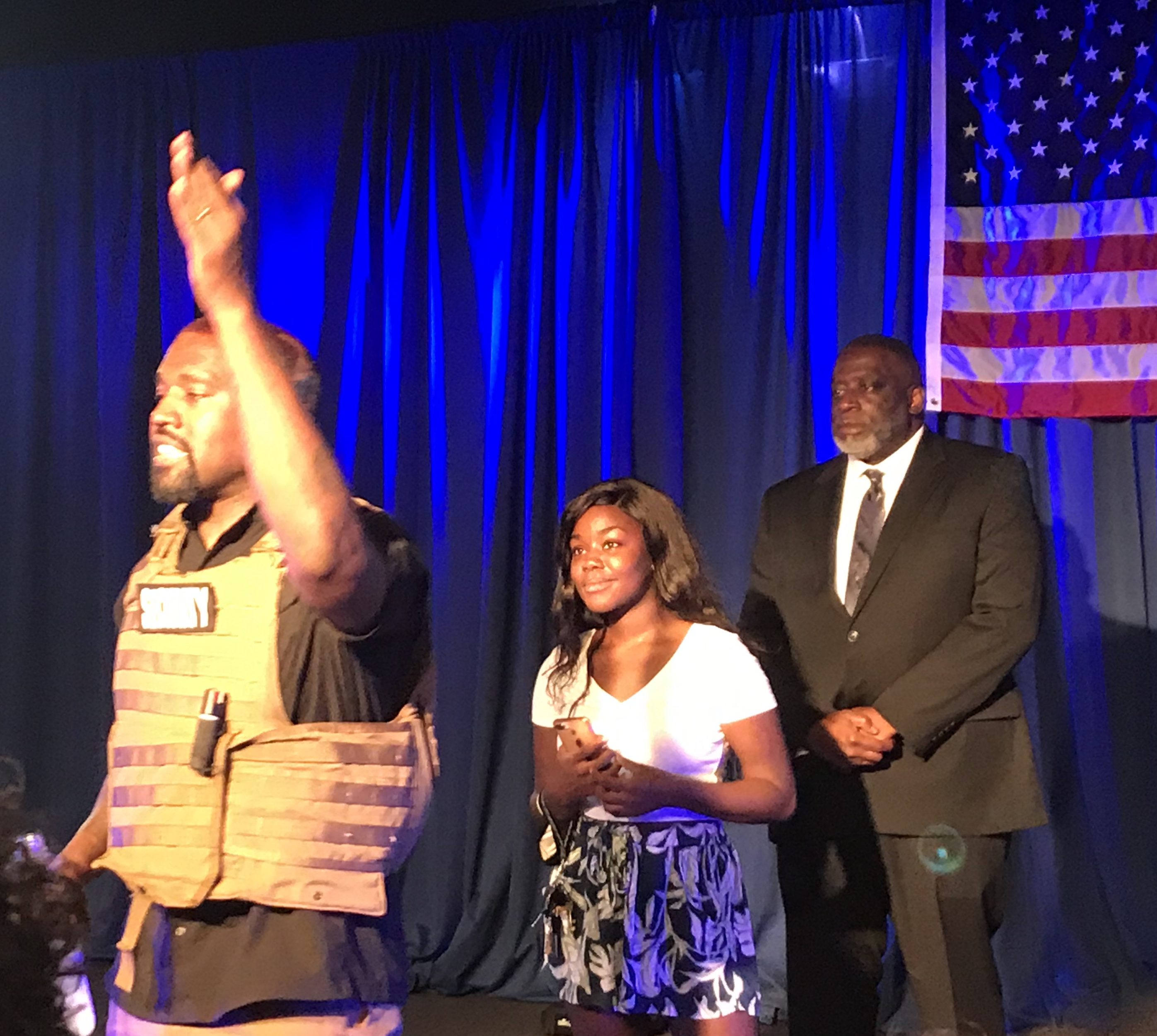
Каньє Вест на своєму першому передвиборчому мітингу в Північному Чарльстоні, Південна Кароліна, 19 липня 2020 року

5 липня 2020 Каньє Вест твітнув про свій намір балотуватися на президентських виборах у США 2020 року, що заплановані на листопад. Його одразу ж підтримав у Twitter Ілон Маск. Проте після інтерв'ю Каньє Forbes, де він розповів про свої політичні переконання, такі як відміна вакцинації, заборона абортів і відміну смертної кари, Ілон Маск заявив, що відмовляється від підтримки Веста. Ілон написав у Twitter: «Здається, наші погляди розходяться більше, ніж я припускав».
Каньє Вест висувався від партії Дня народження (англ. Birthday Party). Він набрав на виборах 60 761 голос.

#### 2024
Каньє Вест заявив про намір знову балотуватися в президенти на президентських виборах 2024 року. У листопаді 2019 року він сказав на заході: «Коли я балотуватимусь у президенти у 2024 році, ми б створили стільки робочих місць, що я не збираюся балотуватися, я збираюся піти». Публіка зустріла його сміхом. 24 жовтня 2020 року, балотуючись на пост президента, він сказав Джо Рогану у своєму подкасті, що готовий балотуватися на посаду губернатора Каліфорнії. 19 травня 2021 року Fox News повідомив, що отримав листа від Федеральної виборчої комісії щодо RFAI (запит на отримання додаткової інформації) щодо дослідницького президентського комітету. Представники Веста заявили: «Каньє Вест не вирішив, чи ставати йому кандидатом у президенти на виборах 2024 року, і діяльність комітету Каньє 2020, який спонукав цей RFAI, є суто дослідницькою». Каньє Вест сказав, що підійшов до колишнього президента Дональда Трампа і запитав його, чи не буде він зацікавлений стати його напарником. У подальших інтерв’ю, рекламі та текстах пісень Вест неодноразово натякав, що він справді балотуватиметься. 20 листопада 2022 року Каньє оголосив про свій намір балотуватися в 2024 році. У жовтні 2023 року адвокат Веста заявив, що він «не є кандидатом на посаду в 2024 році».

## Скандали
З Каньє Вестом пов'язана велика кількість скандалів. Він відомий своїми прямими висловлюваннями на різних церемоніях нагородження, під час своїх виступів і в Твіттері, за які його як критикували, так і хвалили ЗМІ, інші артисти, а також двоє президентів США.
2 вересня 2005 року Вест був запрошений на благодійний концерт в пам'ять про жертв урагану Катріна, в ході якого він повинен був звернутися через телебачення до громадян США. Однак, перебуваючи у прямому ефірі, він вирішив відійти від заготовленого тексту:
|  | Я ненавиджу те, як вони зображають нас в засобах масової інформації. Якщо це сім'я чорних, то вони кажуть: «вони мародерствують». Якщо це сім'я білих, то вони кажуть: «вони шукають їжу». І, знаєте, пройшло вже п'ять днів, [в очікуванні допомоги від уряду,] оскільки більшість людей, що знаходяться там - чорні. Навіть мені зараз скаржитися на це, це було б лицемірством, тому що я постійно відвертався від телевізора, тому що на це важко дивитися. Я навіть ходив по магазинах перед тим, як відправити пожертвування, і зараз я дзвоню своєму менеджеру щоб дізнатися, яку найбільшу суму я можу дати, і щоб уявити, що я там з ними і це все мої люди там. Тому будь-хто з тих, хто хоче допомогти і зробити щось ... З огляду на те, як в Америці намагаються допомогти бідним, чорним, менш заможним якомога повільніше. В Червоному хресті роблять все, що можуть. Ми вже розуміємо, що значна кількість людей, які могли б допомогти тут, перебувають на війні... І вони дозволили їм стріляти по нас! Оригінальний текст (англ.) I hate the way they portray us in the media. You see a black family, it says, 'They're looting.' You see a white family, it says, 'They're looking for food.' And, you know, it's been five days [waiting for federal help] because most of the people are black. And even for me to complain about it, I would be a hypocrite because I've tried to turn away from the TV because it's too hard to watch. I've even been shopping before even giving a donation, so now I'm calling my business manager right now to see what is the biggest amount I can give, and just to imagine if I was down there, and those are my people down there. So anybody out there that wants to do anything that we can help—with the way America is set up to help the poor, the black people, the less well-off, as slow as possible. I mean, the Red Cross is doing everything they can. We already realize a lot of people that could help are at war right now, fighting another way—and they've given them permission to go down and shoot us! |

Після цієї промови Майк Маєрс продовжив свою заготовлену промову. Після того, як він передав слово назад Весту, Вест заявив: «Джорджеві Бушу плювати на чорношкірих людей». Відразу після цієї фрази режисер трансляції перемикнув камеру, однак це не завадило цитаті набути загальнонаціональної популярності й викликати неоднозначну реакцію в суспільстві.
Буш пізніше назвав цей епізод «огидним моментом» свого президентського терміну. У листопаді 2010 року, в інтерв'ю з Меттом Лавером для телешоу Today, Вест заявив, що жалкує про цей епізод: «Я наговорив на Джорджа Буша в момент розчарування, у мене не було жодних підстав називати його расистом. Я вважаю, що в такі моменти люди не завжди вибирають найвідповідніші слова». Буш відповів на вибачення репера, заявивши що він вдячний йому. «Я не ненависник. Я не маю нічого проти Каньє Веста. […] Ніхто не хоче, щоб його називали расистом, якщо він всім серцем вірить у рівність усіх рас», — заявив Буш. Він також уточнив, що згадав Веста у своїх мемуарах лише як приклад: «Не тільки Каньє Вест говорив так під час Катріни. Я лише назвав його як приклад». Однак не всі вважали, що Весту варто вибачатися. Так Расселл Сіммонс, співзасновник лейблу Def Jam, вважає, що репер був правий і що «важливими були не самі слова, а те ставлення бездушності до нашої спільноти, яке існувало занадто довго».
У вересні 2013 року правозахисна організація Human Rights Foundation розкритикувала Веста за виступ на весіллі Айсултана Назарбаєва, онука президента Казахстану, наприкінці серпня. Ситуація з правами людини в Казахстані є проблемною, тому там відмовлялися виступати низка інших музикантів, серед яких Стінг. За інформацією сайту TMZ, за виступ репер отримав 3 мільйони доларів.
Наприкінці вересня 2013 року Вест опублікував низку гнівних постів у своєму Твіттері, в яких висловив невдоволення Джиммі Кіммелом. Раніше Кіммел показав у своєму шоу Jimmy Kimmel Live! скетч, в якому діти зобразили інтерв'ю Веста з Зейном Лоу для BBC Radio 1, що вийшло раніше. У годинному інтерв'ю, яке журнал NME назвав «екстраординарним», Вест, крім усього іншого, назвав себе «найвидатнішою рок-зіркою на планеті» і богом. Пізніше Кіммел повідомив, що після виходу скетчу в ефір Вест подзвонив йому і зажадав вибачень. У жовтні Каньє Вест з'явився на Jimmy Kimmel Live!, де вони примирилися, після чого Вест вчергове висловив своє невдоволення суспільством, індустрією моди і діями папараці.
У листопаді 2013 року, в інтерв'ю на радіо, Вест розповів про свій погляд на те, чому Барак Обама не може проводити реформи. «Давайте я розповім вам про Буша з нафтовими грошима і Обаму без грошей. Люди кажуть, що Обама нічого не може і нічого не змінює. Це тому що у нього немає потрібних знайомств. У чорношкірих немає того рівня зв'язків, які є в євреїв. У чорношкірих немає того рівня зв'язків, які мають люди в нафтобізнесі», — заявив репер. Антидефамаційна ліга відповіла реперу: «Це класичний антисемітизм. Одвічна історія про всемогутніх євреїв, які керують на всіх рівнях уряду». Організація також зажадала вибачень від репера. У грудні, в інтерв'ю чиказькій радіостанції, Вест назвав свою заяву «неосвіченим компліментом». «Я не знаю, як можна образитися, коли тобі кажуть, що у тебе багато грошей», — заявив він.
У лютому 2016 року Вест в Твіттері прокоментував звинувачення Білла Косбі в сексуальних домаганнях, заявивши, що вважає його невинним. Це викликало шквал обурення з боку багатьох, зокрема і низки знаменитостей. Водночас Вест вступив у перепалку в Твіттері з репером Wiz Khalifa. Розпочавшись через назву нового альбому Веста, вона незабаром перейшла на його колишню подругу і матір дитини Халіфи, Ембер Роуз. Вона також приєдналася до неї, висловивши невдоволення тим, що Вест згадав її та дитину. Однак через кілька днів перепалка припинилась, після особистої зустрічі реперів. У травні 2018 року він заявив, що 400-річне рабство африканців «звучить як вибір», перш ніж уточнив, що його коментар стосується психічного поневолення та виступає за вільнодумство. Пізніше він вибачився за коментар.
Наприкінці 2022 року Каньє зробив низку антисемітських заяв, що призвело до припинення його співпраці, спонсорства та партнерства з Vogue, Universal Music Group, CAA, Balenciaga, Gap та Adidas. На нього також полився шквал обурення після того, як він з'явився на вечері, організованій Дональдом Трампом у Мар-а-Лаго, поруч з Ніком Фуентесом, білим націоналістом. У наступній грудневій появі на InfoWars Алекса Джонса Каньє Вест похвалив Адольфа Гітлера, заперечував Голокост, називав себе нацистом, а також назвав себе пропутінським. Після інтерв'ю Вест опублікував у Твіттері зображення свастики, заплутану в зірці Давида, за що його обліковий запис було заблоковано. Проте в липні 2023 року Twitter скасував заборону, посилаючись на запевнення Каньє Веста, що він не публікуватиме шкідливий контент. Відповідно до звіту 2023 року, опублікованого Антидефамаційною лігою, антисемітська риторика Веста спричинила кілька випадків вандалізму, переслідувань і насильства по всій території Сполучених Штатів. У грудні 2023 року, за кілька тижнів до виходу свого майбутнього альбому, Каньє Вест вибачився за свої антисемітські висловлювання в публікації в Instagram. У наступному інтерв’ю він сказав, що «дещо з того, що я говорив, було правдою» і що чорні люди не можуть бути антисемітами, оскільки вони «євреї». 
У лютому 2025 року він знову влаштував антисемітську та нацистську тираду в мережі X, зізнаючись у своїй любові до Гітлера, та придбав місцеву рекламу під час Супербоулу LIX, яка перенаправляла глядачів на його вебсайт, де він продавав футболку зі свастикою. Він також захищав репера Шона Комбса від звинувачень у сексуальному насильстві. У травні 2025 року Rolling Stone написав, що тиради Веста в соціальних мережах перетворили його на «культурного та бізнес-ізгоя».
У березні 2025 року випустив пісню з Шоном Комбсом, у якій також брала участь неповнолітня донька Каньє Норт. Його колишня дружина Кім Кардаш'ян подала до суду.

### Антисемітизм та пропутінська позиція
У інтерв'ю з радіоведучим казав, що симпатизує Гітлеру: «Я нацист. Обама не був першим чорношкірим президентом США, він був лише одним з єврейських президентів. Я дуже пропутінський, дуже проросійський». Після цього власник Twitter Ілон Маск написав: «Я старався як міг. Попри це він знову порушив наше правило проти підбурювання до насильства. Акаунт буде призупинено».
25 листопада 2023 випустив трек «Vultures» Ty Dolla Sign, в якому містилися такі рядки: «Вона хоче, щоб я поклав трохи коксу їй у дупу, фу, вона росіянка, я тр*хнув дівку за Україну» (оригінал: «She want me to put some of this coke in her butt, ugh, She Russian, I beat up the p*ssy for Ukraine»)
29 червня 2024 року, під час повномасштабної війни РФ проти України, приїхав до Москви, щоб привітати дизайнера-путініста Гошу Рубчинского, з яким співпрацював з 2023 року. Через кілька днів у Росії на нього написали донос через його текст про підтримку України в пісні «Vultures». Після цього 23 листопада росія заборонила його концерти. 
7 лютого 2025 року в мережі X Каньє знову заявив, що він нацист та зізнався в любові до Гітлера.

### Порностудія
У квітні 2024 він повідомив що відкриває порностудію й опублікував відео «Yeezy Porn is Cumming» на YouTube.

### Церемонії
Історія скандальних витівок Каньє Веста на різних церемоніях нагородження бере свій початок у 2004 році, на American Music Awards. Вест отримав номінацію як найкращий новий артист, але програв Гретхен Вілсон, після чого покинув церемонію. Пізніше він заявив: «я виразно відчував себе пограбованим і не хотів давати якихось безглуздих політкоректних коментарів… Я був найкращим новим артистом цього року». Він також назвав все це змовою проти нього, засумнівався в процедурі голосування премії і пообіцяв ніколи більше не відвідувати її.
2006 року, після того, як були опубліковані номінації на премію «Греммі», Вест заявив, що «буде дуже стурбований», якщо не виграє нагороду за найкращий альбом року за свій альбом Late Registration. «Я ніколи не зможу переконати себе. Знаєте чому? Тому що я багато працював. Не важливо, що я роблю, не важливо, як я веду себе. Вам ніколи не відняти кількості зусиль, яке я вклав у все це. Я не хочу чути всі ці політкоректні відмовки. […] Я добряче потрудився, щоб потрапити сюди. Я вклав свою любов, я вклав своє серце, я вклав свої кошти [альбом]. Людям подобаються ці пісні, […] а ви мені говорите про політкоректність», — заявив він. У листопаді 2006 року, коли кліп на пісню «Touch the Sky» не виграв нагороду за найкраще відео на MTV Europe Music Awards, Вест вийшов на сцену, де в той момент були переможці, Justice і Simian, і заявив, що його кліп мав перемогти, оскільки «[на його створення пішов] мільйон доларів і в ньому знялася Памела Андерсон». Він також додав, що якщо він не виграє, «то ця премія втратить повагу».
2007 року Вест висловив своє невдоволення тим, що замість нього церемонію вручення MTV Video Music Awards 2007 дозволили відкривати співачці Брітні Спірс. «Вона за роки не випустила жодного хіта!», — заявив він. Він також сказав, що причиною, на його думку, став його «неправильний колір шкіри». Пізніше, на церемонії, репер програв у всіх п'яти номінаціях, що засмутило його ще більше. За повідомленням Ассошіейтед прес, Вест кричав «другий рік поспіль! Я намагаюся щосили, у мене… найкращий альбом року!» і обіцяв більше не відвідувати церемонії телеканалу MTV. Пізніше в інтерв'ю на радіо Вест заявив, що створюючи композицію «Stronger», він планував виступити з нею на відкритті MTV Video Music Awards.
У вересні 2009 року, на церемонії нагородження MTV Video Music Awards 2009 року, Тейлор Свіфт здобула нагороду за найкраще жіноче відео за кліп на пісню «You Belong with Me». Однак у момент вручення нагороди Вест вийшов на сцену, відібрав мікрофон у Свіфт і оголосив, що, на його думку, кліп Бейонсе на «Single Ladies (Put a Ring on It)», також номінований на цю нагороду, більше заслуговує її: «Ей, Тейлор, я дуже радий за тебе, я дозволю тобі закінчити, але у Бейонсе було одне з найкращих відео всіх часів! Одне з кращих відео всіх часів!». Після цього він знизав плечима, віддав мікрофон збентеженій Свіфт і пішов зі сцени. Пізніше Бейонсе, яка здобула нагороду за найкраще відео року, покликала Свіфт на сцену, щоб та могла завершити свою промову. Витівку репера розкритикували багато знаменитостей, а також президент США Барак Обама, який назвав Веста «бовдуром», і Дональд Трамп, який назвав цей епізод «огидним» і запропонував бойкотувати репера. Фраза «Imma let you finish» стала інтернет-мемом, було створено багато різних зображень, які пародіюють цю витівку. Відразу після цього епізоду, Вест вибачився перед Тейлор Свіфт у своєму блозі, додавши, що він «не божевільний, а просто реаліст». Пізніше він також вибачився перед нею на The Jay Leno Show. «Це було грубо. Я не намагаюся виправдовуватися, оскільки я був не правий», — заявив репер. Через два дні після інциденту Свіфт прокоментувала ситуацію у ток-шоу The View, де вона розповіла, що Вест особисто не вибачався, але вона готова спілкуватися з ним. Після цього Вест подзвонив їй і попросив вибачення, на що Свіфт відповіла, що пробачила йому.
У вересні 2010 року Вест вчергове попросив у Тейлор Свіфт вибачення у своєму Твіттері. «Коли я прокинувся від цього божевільного жаху, я подивився в дзеркало і сказав собі: „Каньє, подорослішай!“ […] Бейонсе не потрібно було все це. MTV не потрібно було це і Тейлор, її родині, друзям і фанатам це все безумовно не було потрібно», — написав він. Він також повідомив, що підготував для неї пісню, яку пообіцяв виконати сам, якщо вона не захоче. Однак у листопаді він відмовився від своїх слів, заявивши, що його дії на MTV VMA 2009 були «безкорисливими» і що він допоміг їй потрапити на 100 обкладинок різних журналів і продати мільйон [примірників її альбому] за перший тиждень". Вест розвинув цю ідею в лютому 2016 року з випуском альбому The Life of Pablo, де в композиції «Famous» він використовував рядок «Мені здається, ми з Тейлор все ще можемо переспати. Чому? Я зробив цю сучку знаменитою». Після реакції незадоволених фанатів співачки, Вест заявив, що він — артист і «як артист він буде висловлювати свої почуття без цензури». Репер також зазначив, що отримав дозвіл Свіфт. За словами самої Свіфт, вона заперечувала проти «вкрай жінконенависницького» тексту, однак не знала про цей рядок. Того ж місяця її альбом 1989 виграв «Греммі» за найкращий альбом року. У своїй промові, зверненій до дівчат, вона, не називаючи Веста по імені, заявила, що «на вашому шляху вам зустрінуться люди, які будуть намагатися знизити ваші успіхи або приписати собі в заслуги ваші досягнення». У червні 2016 року Вест випустив кліп на композицію «Famous», в якому він лежить у загальному ліжку з одинадцятьма голими восковими фігурами, створеними за образом різних відомих особистостей, серед яких була Тейлор Свіфт.
У лютому 2015 року, на 57-й церемонії вручення премії «Греммі», в той момент, коли Бек отримував нагороду за найкращий альбом року, Вест піднявся на сцену, однак відразу покинув її. Багато хто спочатку порахував це жартом, що відсилає до MTV VMA 2009. Але в інтерв'ю після церемонії він пояснив свої дії: «Бек має поважати артистизм і він повинен був віддати свою нагороду Бейонсе. […] І так, у мене тепер є дружина, донька і своя лінія одягу, тому я не буду робити щось, що може поставити під загрозу мою доньку, але я все одно буду битися за творчість. Саме тому я не сказав ні слова, але ви все відразу зрозуміли, коли Ye піднявся на сцену». Через два тижні репер вибачився перед Беком.
У серпні 2015 року Вест здобув нагороду від телеканалу MTV Michael Jackson Video Vanguard Award, яку вручають за особливий внесок у музику. Під час вручення Вест зачитав 11-хвилинний монолог про творчість, правду і владу, після якого оголосив про те, що братиме участь у президентській гонці 2020 року.
У травні 2018 року багато афроамериканських знаменитості, від Ави Дюверней до Спайка Лі, засудили висловлювання Веста в інтерв'ю — він сказав, що 400 років рабства змушують припустити, що чорношкіре населення було поневолене «ментально». 
3 лютого 2025 року він прийшов на 67-му церемонію вручення премії «Греммі» з оголеною дружиною Б'янкою .

## Особисте життя

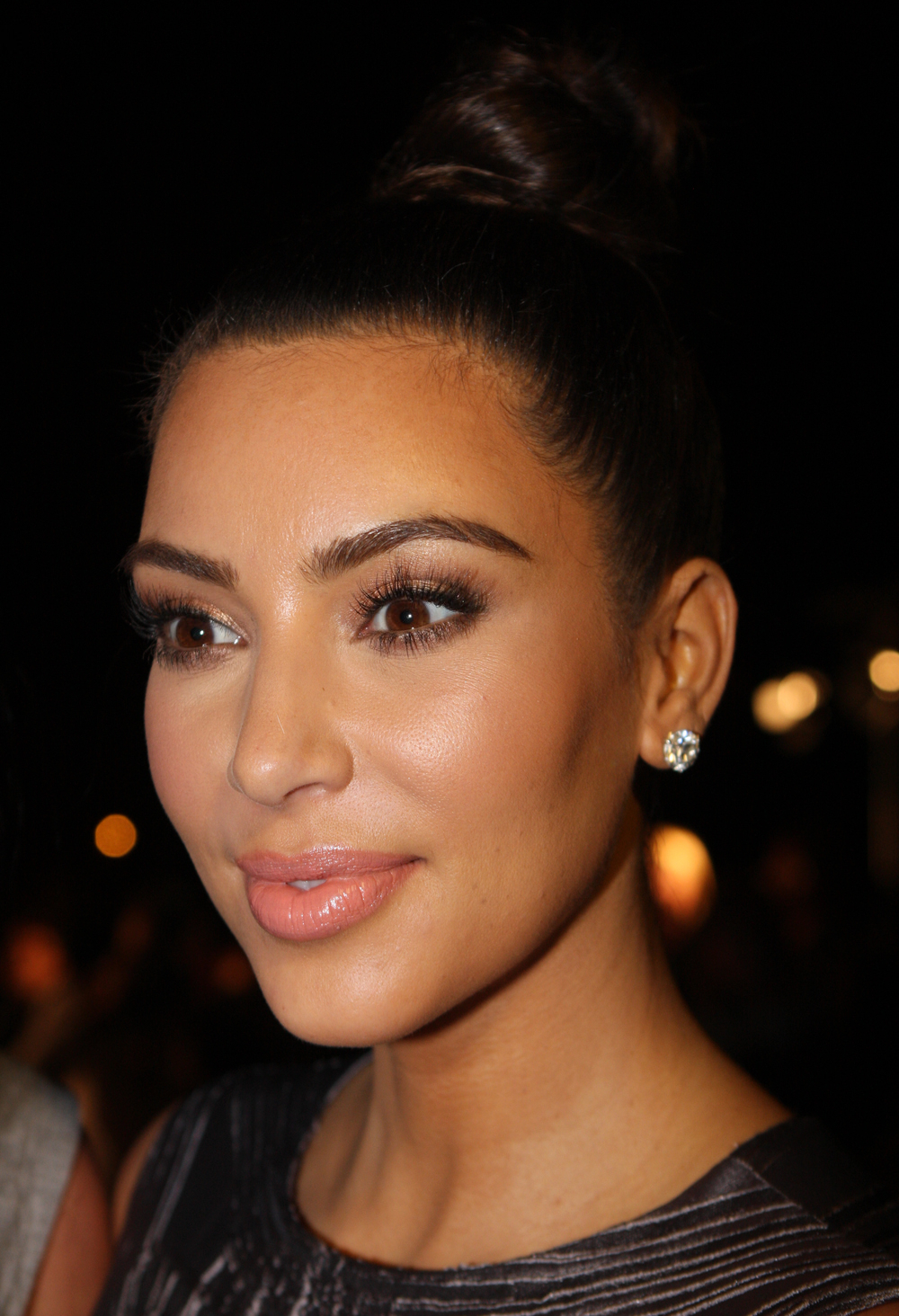
Дружина Каньє Веста, Кім Кардаш'ян, у вересні 2012 року

2002 року Вест почав зустрічатися з дизайнеркою Алексіс Файфер (англ. Alexis Phifer). У серпні 2006 пара побралася, але вже через 18 місяців вони розійшлися. З 2008 року по літо 2010 року Каньє зустрічався із моделлю Ембер Роуз. У квітні 2012 року Каньє почав зустрічатися із зіркою реаліті-шоу і моделлю Кім Кардаш'ян, з якою був знайомий понад п'ять років. 31 грудня 2012 Кім та Каньє оголосили, що у пари буде дитина. 15 червня 2013 року народилась дівчинка, яку назвали Норт, у лікарні Лос-Анджелеса за п'ять тижнів раніше, ніж казали лікарі[джерело?]. 21 жовтня 2013 року, на 33-й день народження Кім, Каньє Вест зробив їй пропозицію на стадіоні AT&T-парк в Сан-Франциско, перед членами сім'ї та друзями родини. 24 травня 2014 пара одружилася у Флоренції, Італія. У Каньє і Кім четверо дітей: дочка Норт «Норі» Вест (англ. North "Nori" West; нар. 15 червня 2013), син Сейнт Вест (англ. Saint West; нар. 5 грудня 2015 року),народжена 15 січня 2018 року дочка Чикаго і син Псалом народжений 10 травня 2019 року. 2020 року Кардаш'ян подала на розлучення, 2022 року пара офіційно розлучилася, восени — дійшли згоди щодо опіки над дітьми та виплати Вестом щомісячних аліментів у розмірі $200 тисяч.
З січня по лютий 2022 року мав стосунки з американською акторкою Джулією Фокс. Вест продовжував говорити, що хоче повернути свою «сім'ю», і публічно накинувся на нового бойфренда Кім Кардаш'ян, коміка Піта Девідсона. Коментатори назвали його поводження з Девідсоном і Кардаш'ян образливим і агресивним. 64-та церемонія вручення премії «Греммі» відмовилася від нього як виконавця у відповідь на його «тривожну поведінку в Інтернеті». Менш ніж через два місяці після підтвердження їхніх стосунків Фокс сказала, що вони з Каньє розлучилися, але залишаються в хороших стосунках. Пізніше вона сказала, що зустрічалася з ним виключно для того, щоб «дати людям про що поговорити» під час пандемії COVID-19 і щоб «відвести його від справи Кім».
У січні 2023 року повідомлялося, що Каньє Вест неофіційно одружився з австралійською моделлю та архітекторкою Б’янкою Цензорі, яка працює на його бренд Yeezy, на приватній церемонії в Беверлі-Хіллз. Церемонія не мала правового статусу; пара не подала заявку на дозвіл на шлюб. У відповідь на наступні поїздки Веста до Австралії, щоб відвідати родину Цензорі, міністр освіти Австралії Джейсон Клер прокоментував, що Каньє Весту можуть відмовити у візі через його нещодавні антисемітські висловлювання. Виконавча рада австралійського єврейства та Комісія проти дифамації також виступили проти надання йому візи.

### Смерть матері

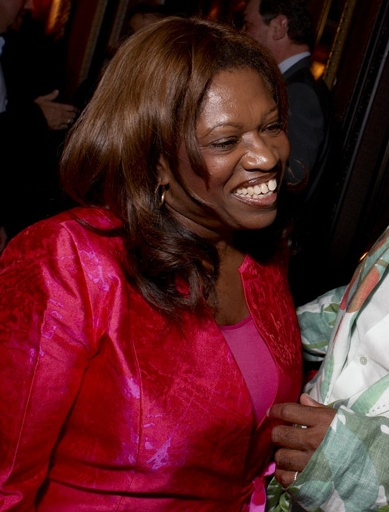
Донда Вест у серпні 2007 року

10 листопада 2007 року, приблизно о 7:35 вечора за місцевим часом, лікарям надійшов екстрений виклик з будинку матері репера, Донди Вест. Коли її доставили в шпиталь, вона вже перебувала без свідомості. Спроби лікарів повернути її до життя успіху не дали. О 8:30 лікарі констатували її смерть у віці 58 років. Проведена експертиза показала, що Донда Вест померла через проблеми з серцем, пов'язані з «різними післяопераційними факторами»: за день до цього їй провели ліпосакцію і операцію зі зменшення грудей. Для проведення цих операцій вона звернулася до пластичного хірурга Андре Аболіану (англ. Andre Aboolian), однак той зажадав щоб вона попередньо перевірила свій стан здоров'я. Вона не стала робити цього і звернулася до іншого хірурга, Джена Адамса (англ. Jan Adams), який і провів операцію.
Адамс висловив свої співчуття родині Вест, однак, посилаючись на лікарську таємницю, відмовився публічно обговорювати деталі операції. Пізніше Медична Рада Каліфорнії вирішила відкликати його лікарську ліцензію. У листопаді Адамс з'явився на Шоу Ларрі Кінга, проте залишив його через кілька хвилин, заявивши, що поважає права сім'ї Вест і не має наміру відповідати на запитання. Через два місяці він повернувся на програму, де заявив, що «результати розтину показали те, чого він очікував». Згідно з заключним звітом коронера, смерть Донди Вест настала внаслідок ішемічної хвороби серця та різних післяопераційних факторів, пов'язаних з ліпосакцією і мамопластикою".
Донду Вест поховано 20 листопада 2007 року в її рідному місті Оклахома-Сіті. Під час свого першого виступу після смерті матері, що пройшов на лондонській Арені O2, Каньє Вест виконав присвячену їй композицію «Hey Mama». Виконуючи її, Вест розплакався на сцені. Виступаючи в рамках концертного туру Glow in the Dark Tour, Вест також присвятив своїй матері кавер-версію композиції «don't Stop Believin'» гурту Journey, виконану однією з бек-вокалісток Веста. Сам репер заявив: «я обрав саме цю пісню через слова […] текст пісні говорить про те, про що [мати] завжди просила мене: ніколи не припиняти вірити».
У грудні 2008 року, під час прес-конференції в Новій Зеландії, Каньє Вест заявив, що для нього втратити матір «це все одно що втратити руку і ногу і намагатися пережити це». 2015 року, в інтерв'ю журналові Q, співак заявив, що винить себе в смерті матері. «Якщо б я не переїхав до Лос-Анджелеса, то вона була б жива… Але я не хочу говорити про це, оскільки я почну плакати», — заявив репер.
У 2009 році губернатор штату Каліфорнія Арнольд Шварценеггер підписав так званий «закон Донди Вест» (англ. Donda West Law), згідно з яким пацієнти, які готуються до пластичних операцій, зобов'язані пройти медичне обстеження.

### Проблеми з законом
У грудні 2006 року американський виконавець трюків Роберт «Івел» Кнівел подав на Каньє Веста в суд, звинувативши його в порушенні авторських прав. У кліпі на пісню «Touch the Sky» Вест, в образі «Івела Каньївела» (англ. Evel Kanyevel), намагається перелетіти через каньйон на ракеті. За словами Кнівела, в кліпі використовувалися його ім'я і образ, які є товарними знаками. Кнівел також зазначив, що «вульгарний і образливий» образ у відео порочить його репутацію. Адвокати Веста стверджували, що відео є сатирою і отже дозволене Першою поправкою до Конституції США. У листопаді 2007 року, за кілька днів до своєї смерті, Кнівел оголосив про те, що більше не має претензій до Веста, після того, як той особисто відвідав його. Кнівел також назвав Веста «дивним молодим чоловіком і джентльменом».
11 вересня 2008 року Каньє Вест і його охоронець і менеджер Дон Кроулі (англ. Don "Don C." Crowley) були заарештовані в Аеропорту Лос-Анджелеса, після сперечань з папараці, за звинуваченням у вандалізмі. Згідно з інформацією поліції, під час сварки пошкоджено камери фотографів. Пізніше Вест і Кроулі були відпущені під заставу 20 000 доларів. Окружний суд Лос-Анджелеса передав справу в міський суд, який перекваліфікував злочин у проступок і пізніше виніс вирок — 50 годин громадських робіт. Також репер був зобов'язаний пройти курси з контролю гніву. Веста повторно затримали 14 листопада 2008 біля готелю в містечку Гейтсхед в Англії через бійку, в яку був залучений фотограф з Ньюкасл-апон-Тайна. Відповідно до звітів поліцейських, співака пізніше відпустили за браком доказів".
19 липня 2013 року, залишаючи Міжнародний Аеропорт Лос-Анджелеса, Каньє Вест був оточений папараці. Один з фотографів, Деніел Рамос (англ. Daniel Ramos), запитав «чому нам не можна спілкуватися з вами?», на що Вест відповів: «Я вже казав вам не спілкуватися зі мною, так? Ви хочете, щоб у мене були проблеми? Щоб я обікрав вас і потім платив 250 000 доларів?». Після цих слів Вест підбіг до фотографа і почав виривати у нього з рук камеру. На відео, опублікованому сайтом TMZ, видно, що боротьба між Вестом і фотографом тривала кілька секунд, після чого жіночий голос за кадром просить Веста зупинитися, він відпускає фотографа і їде. Пізніше фотографу викликали медиків. Було оголошено, що Вест може бути звинувачений у спробі пограбування. Проте пізніше звинувачення перекваліфікували в проступок. У березні 2014 року Веста засудили за побиття, з випробувальним терміном 2 роки. Репер також був зобов'язаний пройти 24 сеанси курсу з контролю гніву, виконати 250 годин обов'язкових громадських робіт і відшкодувати збиток фотографу.

### Релігійні переконання
Після успіху «Jesus Walks», у якій Вест підняв проблеми віри, ЗМІ зацікавилися його релігійними переконаннями. «Я скажу, що я вірянин. Я прийняв Ісуса як свого Спасителя. Але я також можу сказати, що я підводжу його кожен день», — заявив репер. 2008 року, в інтерв'ю журналові The Fader, Вест назвав себе «голосом, який вибрав Бог». 2009 року, в інтерв'ю сайту Bossip, Вест уточнив, що вірить у Бога, але «ніколи б не пішов у релігію», оскільки вважає, що «релігія націлена більше на поділ і засудження людей, ніж на зближення і взаєморозуміння». 2014 року, під час одного зі своїх концертів, Вест заявив, що він — християнин.

### Психічне здоров'я
19 листопада 2016 року Каньє Вест раптово припинив концерт, а потім був відправлений до медичного центру UCLA з галюцинаціями та параноєю. Спочатку це назвали як «тимчасовий психоз», викликаний зневодненням і депривацією сну, психічний стан Веста був настільки ненормальним, що його 21 скасований концерт не міг бути покритий його страховим полісом. Повідомляється, що протягом усієї госпіталізації він перебував у стані параної та депресії, але формально діагноз не був поставлений. Деякі припускають, що параною могло спровокувати пограбування його дружини в Парижі. 30 листопада Каньє виписали з лікарні.
У своїй пісні «FML» і куплеті до пісні Вік Менси «U Mad» він згадує про використання антидепресанту Lexapro, а в своїй невиданій пісні «I Feel Like That» він згадує про відчуття багатьох типових симптомів депресії та тривоги. В інтерв'ю 2018 року Каньє Вест сказав, що у нього виникла залежність від опіоїдів, коли їх призначили йому після ліпосакції. Залежність могла сприяти його нервовому зриву в 2016 році. На додаток до своєї залежності від опіоїдів, Вест заявив, що він мав залежність від алкоголю, сексу та порнографії. Вест сказав, що у нього часто виникають суїцидальні думки. Йому діагностували біполярний розлад у 2016 році, але його діагноз не був оприлюднений до виходу його альбому Ye 2018 року. Він сказав президенту Дональду Трампу, що це був неправильний діагноз. Повідомляється, що до 2019 року він знову погодився з діагнозом, але в 2022 році знову припустив, що діагноз був неправильним. У грудні 2022 року він припустив, що може бути аутистом.
У серпні 2024 року колишній начальник команди Каньє Майло Янопулос заявив у заяві під присягою, поданій до Стоматологічної ради Каліфорнії, що Каньє Вест був залежний від закису азоту. Він стверджував, що стоматолог Томас Коннеллі, який у січні 2024 року встановив йому постійні титанові протези, переїхав у багатоквартирний будинок Веста та бере з нього 50 000 доларів на місяць за постачання ліків.
У лютому 2025 року в інтерв'ю він зізнався, що йому поставили неправильний діагноз і в нього немає біполярного розкладу, і насправді в нього аутизм.

## Вплив і спадщина
Каньє Вест отримав визнання критиків і його неодноразово називали одним з найвидатніших артистів XXI століття. Редактор AllMusic Джейсон Беркмаєр (англ. Jason Birchmeier) пише про його вплив: «…Вест вщент розбив певні стереотипи щодо реперів, що існували на початку XXI століття, ставши суперзіркою на своїх власних умовах, не адаптуючи при цьому свій зовнішній вигляд, риторику чи музику під чиїсь шаблони». Бен Вестгофф (англ. Ben Westhoff), старший редактор The Village Voice, назвав його найкращим хіп-хоп-музикантом усіх часів, зазначивши, що «він створив кращі альбоми і змінив хіп-хоп більше всього, його музика, найімовірніше, витримає випробування часом». Дейв Брай (англ. Dave Bry) з Complex назвав його «найважливішим артистом [XXI століття], в будь-якій формі мистецтва, в будь-якому жанрі». Джо Маггз (англ. Joe Muggs) з Гардіан порівняв Веста з Девідом Бові в «сучасному мейнстримі», зазначивши, що «нині не існує когось іншого, хто б міг продати стільки альбомів, як Вест […] залишаючись при цьому непохитно експериментальним і здатним струсити все в культурі і політиці».

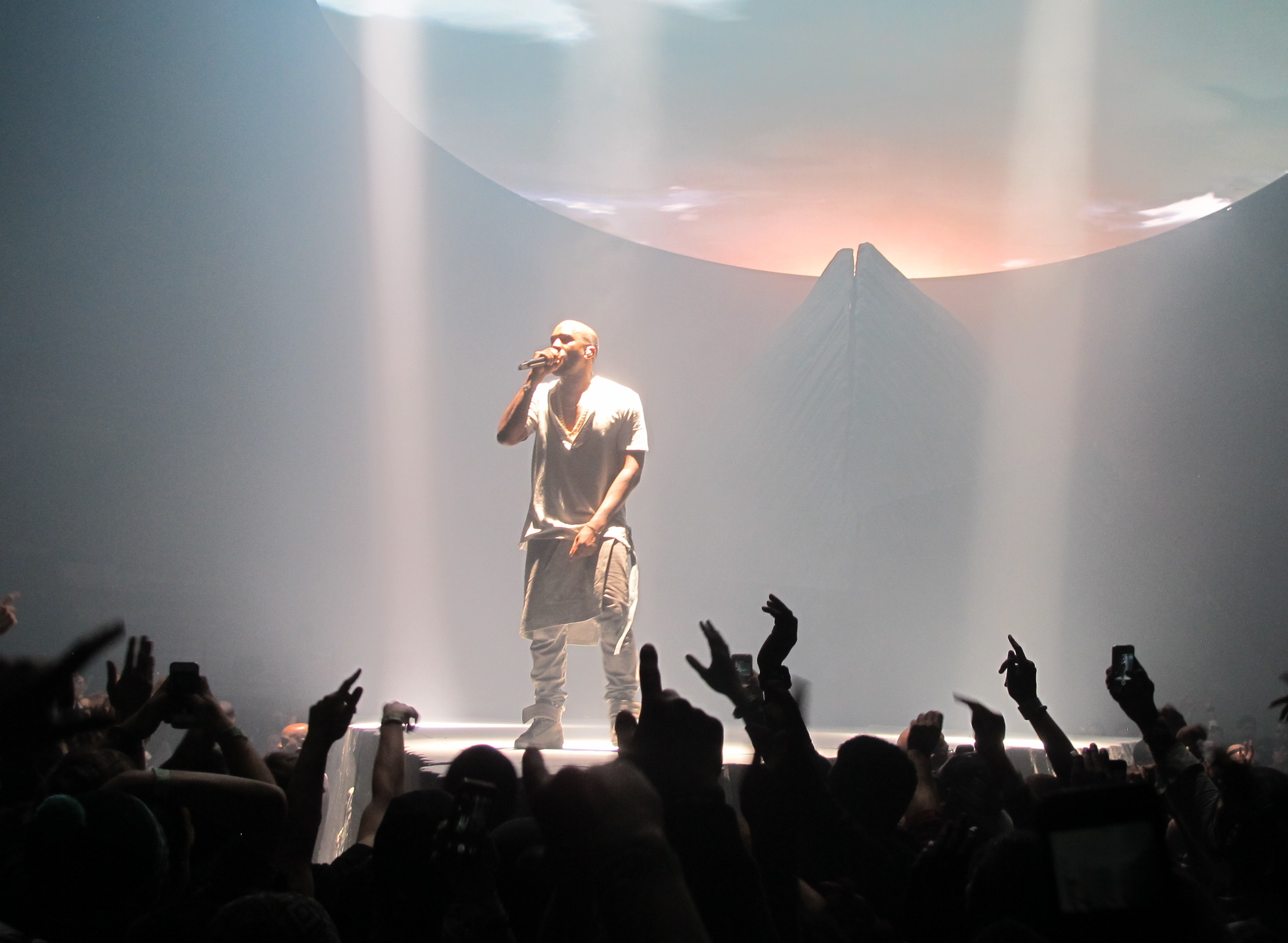
Каньє Вест виступає в 2013 році

Каньє Вест відрізнявся від більшості інших реперів, не лише тим, що вийшов з середнього класу, але й своїм яскравим стилем в одязі і відвертістю висловлювань. Rolling Stone заявляє, що Вест змінив хіп-хоп, «створивши стиль глибокого, водночас глянсового репу», і називає його «цікавою і заплутаною поп-зіркою 2000-х: репером, який досконало оволодів, а пізніше і вийшов за рамки хіп-хопу; продюсером, який створив своє власне звучання, а пізніше віддав його своїм наслідувачам; сліпучим сибаритом, який витрачає величезну кількість грошей, здатним сказати глибокі думки про коледж, культуру та економіку; самозакоханою персоною, у якої достатньо артистичної потуги, щоб підтримати свої заяви». Вест був одним з перших реперів, які публічно критикували гомофобію в хіп-хопі. Протистояння альбомів Curtis репера 50 Cent і Graduation Каньє Веста змінило хіп-хоп, відкривши дорогу реперам, які не підходить під шаблонний образ гангста-репера. The Guardian називає цей момент «ключовою подією в хіп-хопі», яка «підкреслила різні сторони хіп-хопу того десятиліття: першою був гангста-реп, тоді як Вест був альтернативою для мислячої людини». Альбом 808s & Heartbreak, що отримав змішані відгуки критиків і слухачів, вплинув на хіп-хоп, ставши шаблоном для низки нових виконавців, які бажають змінити типові для хіп-хопу хвастощі на особистіші і глибші теми. Серед таких музикантів називаються Френк Оушен, The Weeknd, Дрейк, Future, Кід Каді, Childish Gambino, Lil Durk, Chief Keef і Soulja Boy.
Низка артистів, серед яких хіп-хоп-музиканти Ракім, RZA з гурту Wu-Tang Clan, Chuck D з Public Enemy і DJ Premier, висловлювали своє захоплення творчістю Каньє Веста. Піонер експериментального року і засновник гурту The Velvet Underground Лу Рід називав Веста «дуже, дуже, дуже талановитим» і зазначав, що репер «намагається підняти планку». «Ніхто не дійшов до його рівня, вони навіть не на одній планеті з ним», — писав Рід. Пол Маккартні і Прінс також хвалили Веста. Генеральний директор Tesla Motors і винахідник Ілон Маск у своєму коментарі для списку 100 найвпливовіших людей світу за версією журналу Time пише:
|  | Каньє Вест був би першим, хто сказав вам, що він має бути в цьому списку. Він не вірить в удавану скромність і правильно робить. Віра Каньє в себе і його наполегливість - він записав свій перший сингл з шиною на щелепі - дозволила йому потрапити туди, де він перебуває тепер. І він боровся за місце в культурному пантеоні з певною метою. На своєму дебютному альбомі, понад десятиліття тому, він видав те, що можна було вважати соціальною критикою і закликом до дії (під біт): «Ми, репери - зразок для наслідування: ми лише читаємо реп, ми не думаємо». Але Каньє думає. Постійно. Про все. І він хоче, щоб це саме робили й інші: вступали [в дискусії], в усьому сумнівалися, розсовували межі. І тепер, коли він став настільки визначною фігурою в поп-культурі, у нього є платформа, що дозволяє досягти цього. Він не боїться, що в процесі його судитимуть чи сміятимуться над ним. Каньє весь цей час грав на майбутнє і тільки тепер ми починаємо розуміти чому. Оригінальний текст (англ.) Kanye West would be the first person to tell you he belongs on this list. The dude doesn’t believe in false modesty, and he shouldn’t. Kanye’s belief in himself and his incredible tenacity—he performed his first single with his jaw wired shut—got him to where he is today. And he fought for his place in the cultural pantheon with a purpose. In his debut album, over a decade ago, Kanye issued what amounted to a social critique and a call to arms (with a beat): “We rappers is role models: we rap, we don’t think.” But Kanye does think. Constantly. About everything. And he wants everybody else to do the same: to engage, question, push boundaries. Now that he’s a pop-culture juggernaut, he has the platform to achieve just that. He’s not afraid of being judged or ridiculed in the process. Kanye’s been playing the long game all along, and we’re only just beginning to see why. |

Серед музикантів, на яких вплинув Каньє Вест, називаються Дрейк, Нікі Мінаж і Casey Veggies. Серед виконавців поза хіп-хопом: британські співачки Адель і Лілі Аллен, британські рок-гурти Arctic Monkeys і Kasabian, американські виконавці Голзі і Енді Греммер, а також американські рок-гурти MGMT, Yeah Yeah Yeahs і новозеландська співачка Lorde. Ряд музикантів у жанрах експериментальної та електронної музики, такі як Джеймс Блейк, Тім Гекер і Oneohtrix Point Never, також дістали натхнення від творчості Веста.

## Нагороди
Каньє Вест є одним з найпродаваніших артистів, сумарний обсяг продажів його альбомів і синглів у цифровому форматі і на фізичних носіях перевищив 121 мільйон примірників. Перші шість альбомів Каньє Веста, з яких усі стали платиновими, здобули численні нагороди і визнання критиків. Всі його альбоми стали комерційно успішними: The Life of Pablo став шостим альбомом поспіль, який зійшов на першу сходинку чарту Billboard 200. Вест випустив шість пісень, цифрові продажі яких перевищили три мільйони: понад 3 700 000 проданих примірників у «Gold Digger», понад 5 мільйонів у «Stronger», понад 5,5 мільйонів у «Heartless», понад 3 мільйони в «Love Lockdown» і понад 3 мільйони в «Niggas in Paris». Завдяки цьому Вест посів третє місце за кількістю цифрових продажів у 2000-х. Загалом станом на 2012 рік продажі пісень Каньє Веста через цифрову дистрибуцію в США досягли 30 мільйонів, що дозволило йому увійти в десятку найпродаваніших музикантів з цифрових продажів.
Станом на 2016 рік Вест отримав 57 номінацій на премію «Греммі», з яких він переміг у 21, завдяки чому є одним з рекордсменів за кількістю виграних номінацій і рекордсменом серед хіп-хоп-музикантів, а також артистів свого віку. Сайт About.com помістив його на шосте місце в списку 25 найвизначніших хіп-хоп-продюсерів. 2008 року MTV помістив Веста на перше місце у своєму щорічному списку найкращих реперів. 2010 року MTV також назвав Каньє Веста людиною року. Billboard помістив його на третє місце в списку 10 найкращих хіп-хоп-продюсерів 2000-х і на 15-те місце в списку найкращих музикантів десятиліття. Нарівні з Бобом Діланом він лідирує за кількістю перших місць у щорічному рейтингу музичних критиків Pazz & Jop, обидва займали цю позицію чотири рази. Каньє Вест двічі потрапляв до щорічного списку 100 найвпливовіших людей світу за версією журналу Time і кілька разів до різних списків журналу Forbes.
Rolling Stone у своєму списку 500 найкращих альбомів усіх часів 2012 року відзначив три альбоми Каньє Веста: My Beautiful Dark Twisted Fantasy потрапив на 353-тю сходинку, The College Dropout — на 298-му, а Late Registration — на 118-ту. NME випустив у 2013 році подібний список, в якому також відзначив три альбоми репера: Graduation посів 470-ме місце, The College Dropout — 273-тє<, а My Beautiful Dark Twisted Fantasy — 21-ше. Pitchfork назвав My Beautiful Dark Twisted Fantasy найкращим альбомом, серед виданих з 2010 по 2014 рік, заявивши, що з допомогою цього альбому Вест «підготував територію для найвидатніших архітекторів нового десятиліття, на якій вони змогли побудувати свої шедеври». Yeezus посів у тому ж списку восьме місце. Pitchfork також випустив список найкращих композицій, які вийшли з 2010 по 2014 рік, в якому були представлені п'ять композицій Веста: Blood on the Leaves" на 76-й позиції, «New Slaves» на 51-й, «Niggas in Paris» на 36-й, «Monster» на 18-й і «Runaway» на третій.

## Дискографія

#### Студійні альбоми
- The College Dropout (2004)
- Late Registration (2005)
- Graduation (2007)
- 808s & Heartbreak (2008)
- My Beautiful Dark Twisted Fantasy (2010)
- Yeezus (2013)
- The Life of Pablo (2016)
- Ye (2018)
- Jesus Is King (2019)
- Donda (2021)
- Donda 2 (2022)
- Bully (2025)

#### Спільні альбоми
- Watch the Throne (з Jay-Z) (2011)
- Kids See Ghosts (з Kid Cudi, як Kids See Ghosts) (2018)
- Vultures 1 (з Ty Dolla Sign, як ¥$) (2024)
- Vultures 2 (з Ty Dolla Sign, як ¥$) (2024)

#### Спільні мініальбоми
- Never Stop (з King Combs) (2025)

#### Компіляції
- Cruel Summer (з GOOD Music) (2012)

#### Візуальні альбоми
- Bully V1 (2025)

## Фільмографія

### Фільми
| Рік  | Назва                                  | Роль                       | Примітки                                                    |
| ---- | -------------------------------------- | -------------------------- | ----------------------------------------------------------- |
| 2004 | Fade to Black                          | Себе                       |                                                             |
| 2005 | Dave Chappelle's Block Party           | Себе                       |                                                             |
| 2005 | Гангстерські війни: Кров на вулицях    | Себе                       | Камео                                                       |
| 2008 | «Секс-гуру»                            | Себе                       | Камео                                                       |
| 2009 | We Were Once a Fairytale               | Себе                       | Короткометражний фільм, зняв Спайк Джонз                    |
| 2010 | Runaway                                | Гріффін                    | Короткометражний фільм, також режисер і сценарист           |
| 2012 | Cruel Summer                           | Ібрагім                    | Короткометражний фільм, також режисер, продюсер і сценарист |
| 2013 | «Телеведучий 2: Легенда продовжується» | Дж. Дж. Джексон з MTV News | Камео                                                       |

### Телебачення
| Рік        | Назва               | Роль                    | Примітки          |
| ---------- | ------------------- | ----------------------- | ----------------- |
| 2007       | «Красені»           | Себе                    | Сезон 4, серія 11 |
| 2010-2012  | «Шоу Клівленда»     | Кені Вест (озвучування) | 5 серій           |
| 2012 —2020 | «Життя Кардаш'янів» | Себе                    |                   |
| 2015       | I Am Cait           | Себе                    | Сезон 1, серія 1  |

## Книги
- «Thank You and You're Welcome» (2009)
- «Through the Wire: Lyrics & Illuminations» (2009)
- «Glow in the Dark[en]» (2009)